# Historia Rzeszowa
W swojej historii Rzeszów nosił różne nazwy, m.in.: Resovia, Reisha, Raysha, Rayshe, Reyshe, Rishow, Riashow, Reichshof, Rzeschow, Rzessow.

## Czasy najdawniejsze

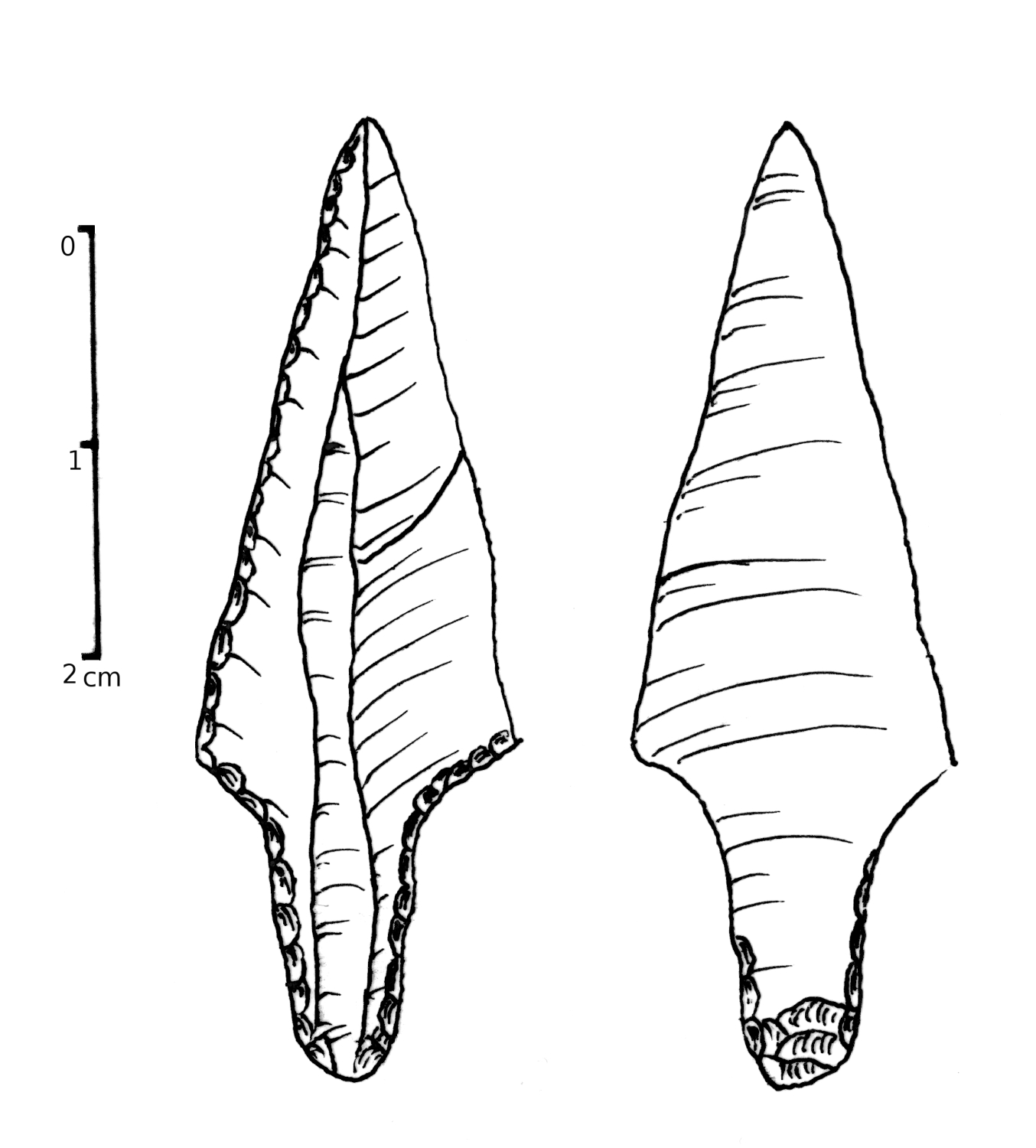
Przykładowe ostrze trzoneczkowate (kult. świderska)

Obecnie na terenie Rzeszowa znanych jest około 100 stanowisk archeologicznych. Badania na terenie wokół Rzeszowa sięgają jeszcze połowy wieku XIX, kiedy to np. w trakcie budowy linii kolejowej znaleziono skarb brązowy kultury łużyckiej. Regularne badania wiążą się z powstaniem Rzeszowskiego Ośrodka Archeologicznego oraz Działu Archeologicznego przy Muzeum Okręgowym w latach 50. ubiegłego wieku.
Korzystne warunki naturalne umożliwiały bytowanie ludzi na tych terenach, począwszy od wczesnego neolitu, nieprzerwanie do dziś. Najstarsze jednak ślady człowieka na terenie Rzeszowa datuje się na przełom XI i X tysiąclecia przed naszą erą, czyli późny paleolit. W trakcie badań na stanowisku Rzeszów 25 odkryto kamienny liściak trzpieniowaty, dwustronnie załuskany, łączony ze świderienem. Wedle interpretacji Andrzeja Talara przedmiot ten został zagubiony i jest śladem penetracji tego rejonu przez grupy ludności zamieszkujących przede wszystkim tereny piaszczyste, na północ od Rzeszowa (głównie Mazowsze i północną część województwa podkarpackiego).
Z terenów miasta brak jest bezpośrednich śladów kultur mezolitycznych, najbliższe znane stanowiska pochodzące ze średniej epoki kamienia to: Dębica, Raniżów, Płazów i Kopcie.

### Osadnictwo neolityczne (ok. 5500–2400 p.n.e.)

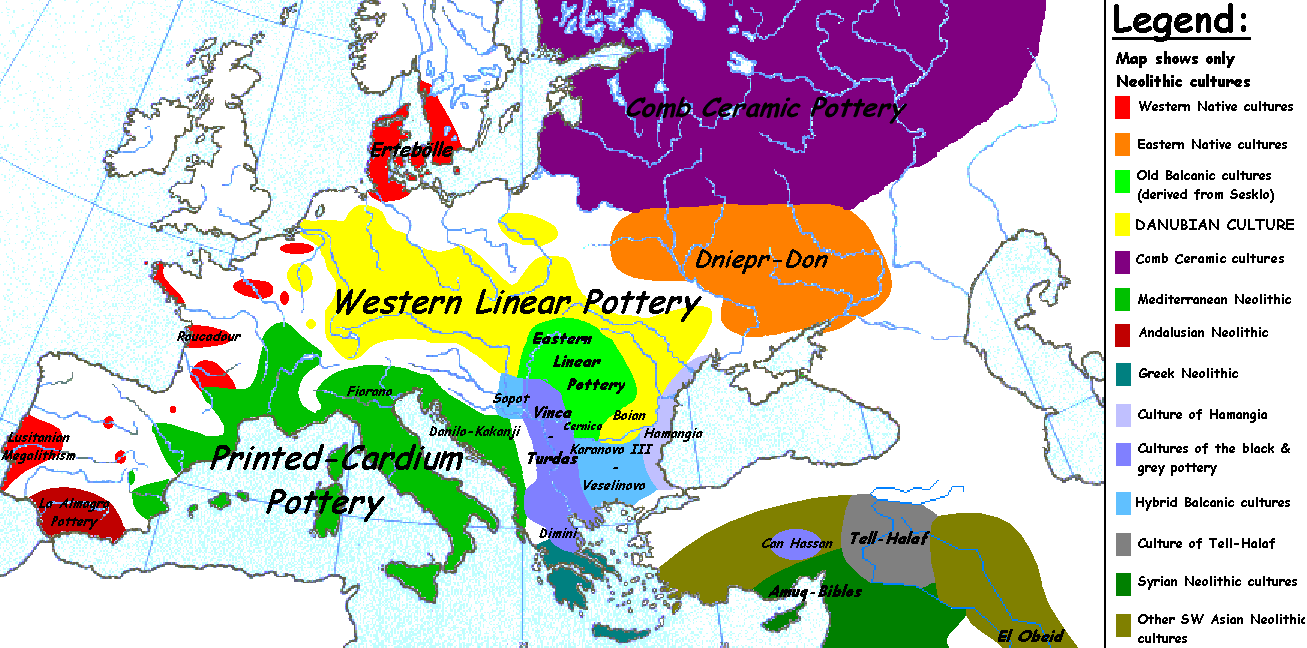
Środkowy neolit w Europie

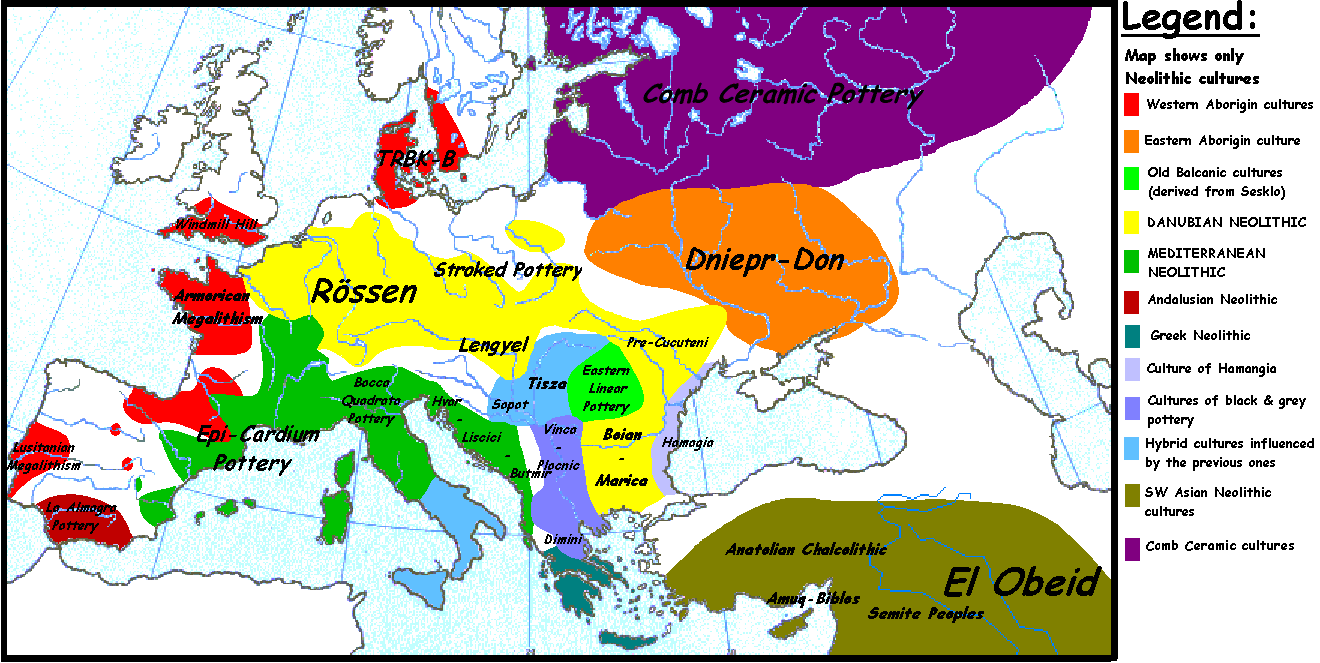
Późny neolit w Europie

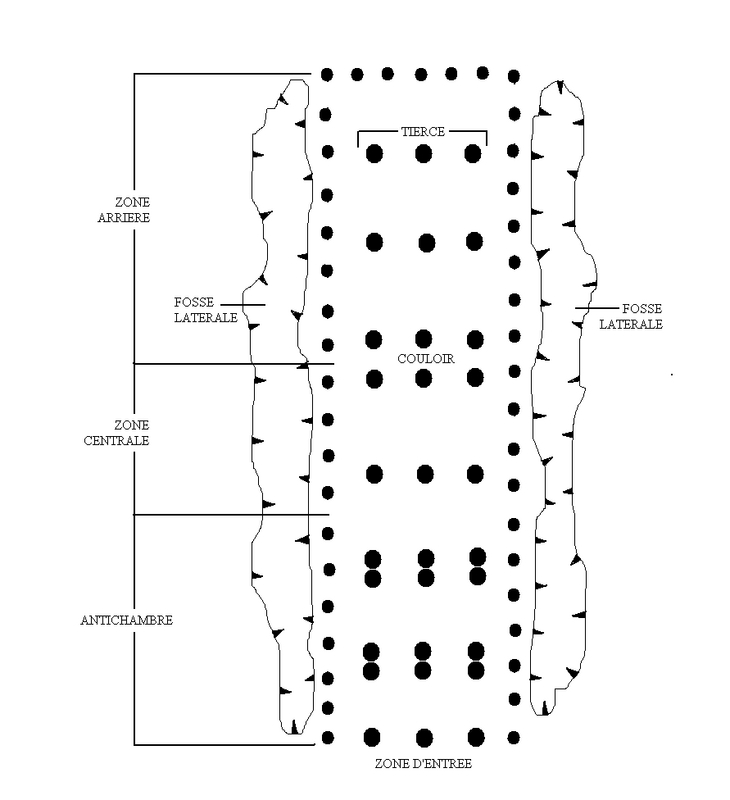
Plan chaty typowej dla kultury ceramiki wstęgowej rytej

Najwcześniejsze stałe osadnictwo na terenie Polski południowej wiąże się z rolnikami przybyłymi głównie przez Bramę Morawską z terenów basenu środkowego i częściowo górnego Dunaju. Archeologicznie odpowiada to pojawieniu się kultury ceramiki wstęgowej rytej (KCWR) ok. połowy VI tysiąclecia przed Chrystusem. Pierwsza faza ekspansji KCWR obejmuje tereny aż po Rzeszów (tzw. faza gniechowicka). Ludność KCWR to przede wszystkim rolnicy opierający swoją gospodarkę na uprawie różnych gatunków pszenicy, roślin strączkowych, a także lnu i maku. Hodowla pełniła znacznie mniejszą rolę. Jako główne zwierzęta eksploatowano bydło rogate, trzodę oraz kozy i owce. Ceramika dzieli się na grubo- (kuchenną) i cienkościenną (stołową), najczęściej występującą formą jest czarka ze słabo wyodrębnionym dnem. Osadnictwo ma charakter wyspowy skupiający się przede wszystkim na lessowych tarasach nad rzekami. Osady składały się z 2, 3 „długich domów” na planie prostokąta. Nie inny charakter miały osady w Rzeszowie. Osady KCWR to tereny lewobrzeża Wisłoka (stanowiska: nr 3. Rzeszów-Staromieście, nr 16. Rzeszów-Osiedle Piastów w Rzeszowie i nr 6. Rzeszów-Zwięczyca). Największa z nich znajduje się na stanowisku nr 6, może ona kryć nawet kilkadziesiąt domów, obecnie odsłoniętych jest wyłącznie 5 (2008 rok). Istotnym znaleziskiem jest rzadko spotykana w osadnictwie tej kultury plastyka figuralna, a właściwie jej fragmentzdjęcie. naukawpolsce.pap.pl. [zarchiwizowane z tego adresu (2009-10-23)]..
W obrębie stanowisk nr 3 i 16 dodatkowo odkryto niezbyt często występujący w Polsce inwentarz odpowiadający kulturze bukowogórskiej. Charakterystyczna ceramika wykonana z doskonałej jakości masy plastycznej jest dobrze wypalona i zdobiona ryciem wielokrotnych równoległych, często falistych linii. Kultura ta rozwijała się na terenie pogranicza Węgier i Słowacji. Na tereny Podkarpacia przedostała się głównie przez Przełęcz Dukielską.
Młodszy cykl naddunajski reprezentowany jest na terenie Rzeszowa przede wszystkim przez kulturę malicką (4800–3900/3800 cal. p.n.e.), we wcześniejszych opracowaniach określaną jako grupę malicką cyklu lendzielsko-polgarskiego. Gospodarka nie ulega zasadniczej zmianie, kulturę tę wyróżnia przede wszystkim ceramika. Ma ona charakter wielofazowy (fazy: samborzecka, ćwmielowska, rzeszowska). Początkowo występują naczynia zdobione nakłuwaniem, typowe są amforki. Najliczniej na terenie Rzeszowa reprezentowana jest ceramika stylu rzeszowskiego wyróżniona przez Andrzeja Żakiego w latach 60., gdzie nakłuwanie ustępuje miejsca ornamentowi stempelkowemu. Zmienia się również model budowy domostwa. Plan prostokątny domu zostaje wyparty przez trapezowaty. Stanowiska występują na os. Piastów i wzdłuż ulic Leśnej i Żeglarskiej oraz na rzeszowskim Rynku.
W regionie spotykane jest również osadnictwo kultury lubelsko-wołyńskiej (wschodniej ceramiki biało malowanej), jak np. Łańcut czy Strzyżów. Charakterystyczne jest dla niej osadnictwo, o charakterze obronnym (np. II faza Bronocic) wkraczające w strefę wysoczyzn (np. Las Stocki).
W II poł. IV tysiąclecia p.n.e. istniała w regionie grupa kultury pucharów lejowatych, jednak podobnie jak występujące później aż do początków epoki brązu grupy sznurowców na terenie Rzeszowa znane są z luźnych znalezisk.

### Epoka brązu i wczesne żelazo (ok. 2400–600 p.n.e.)

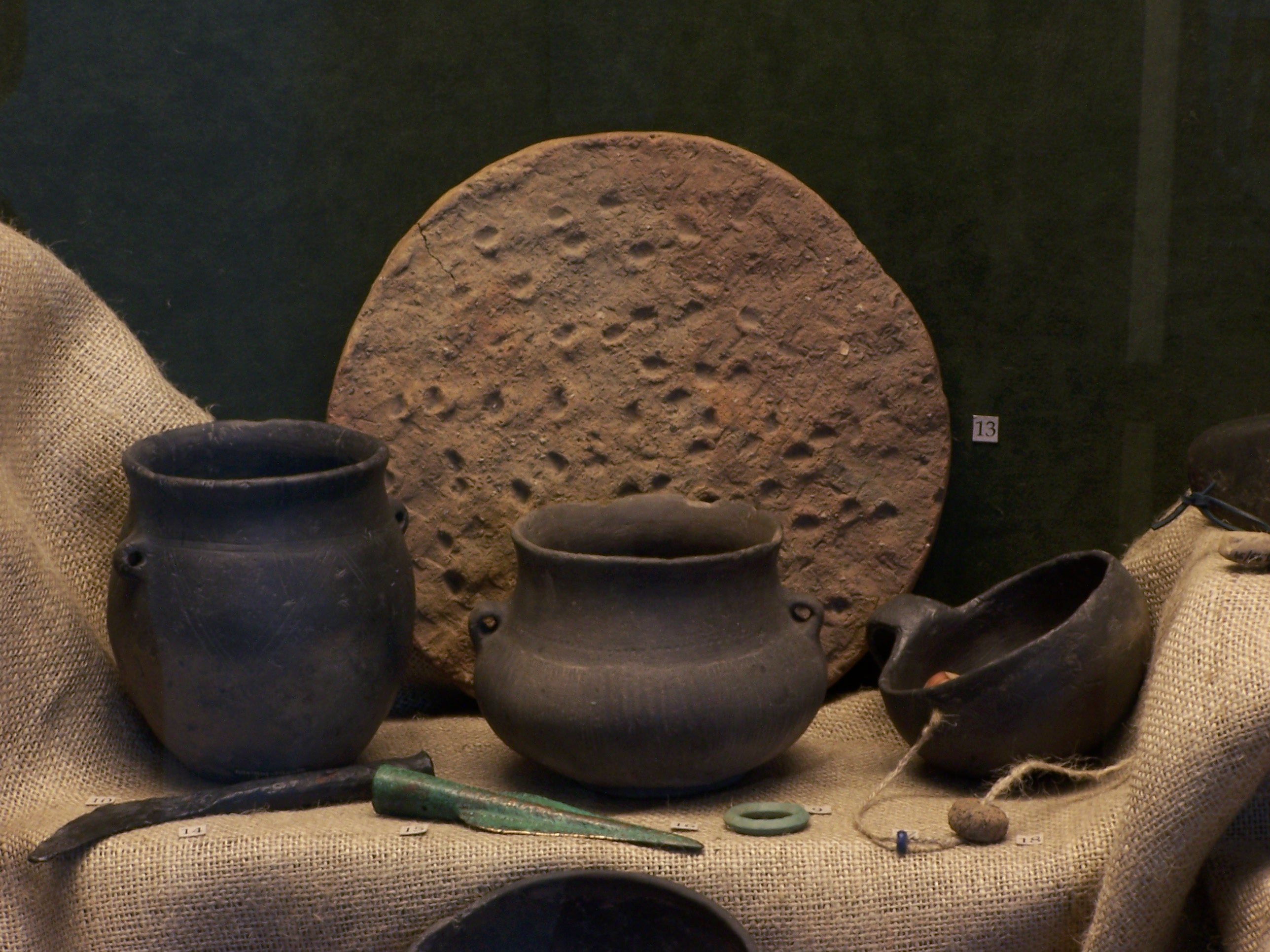
Naczynia z różnych faz kultury łużyckiej

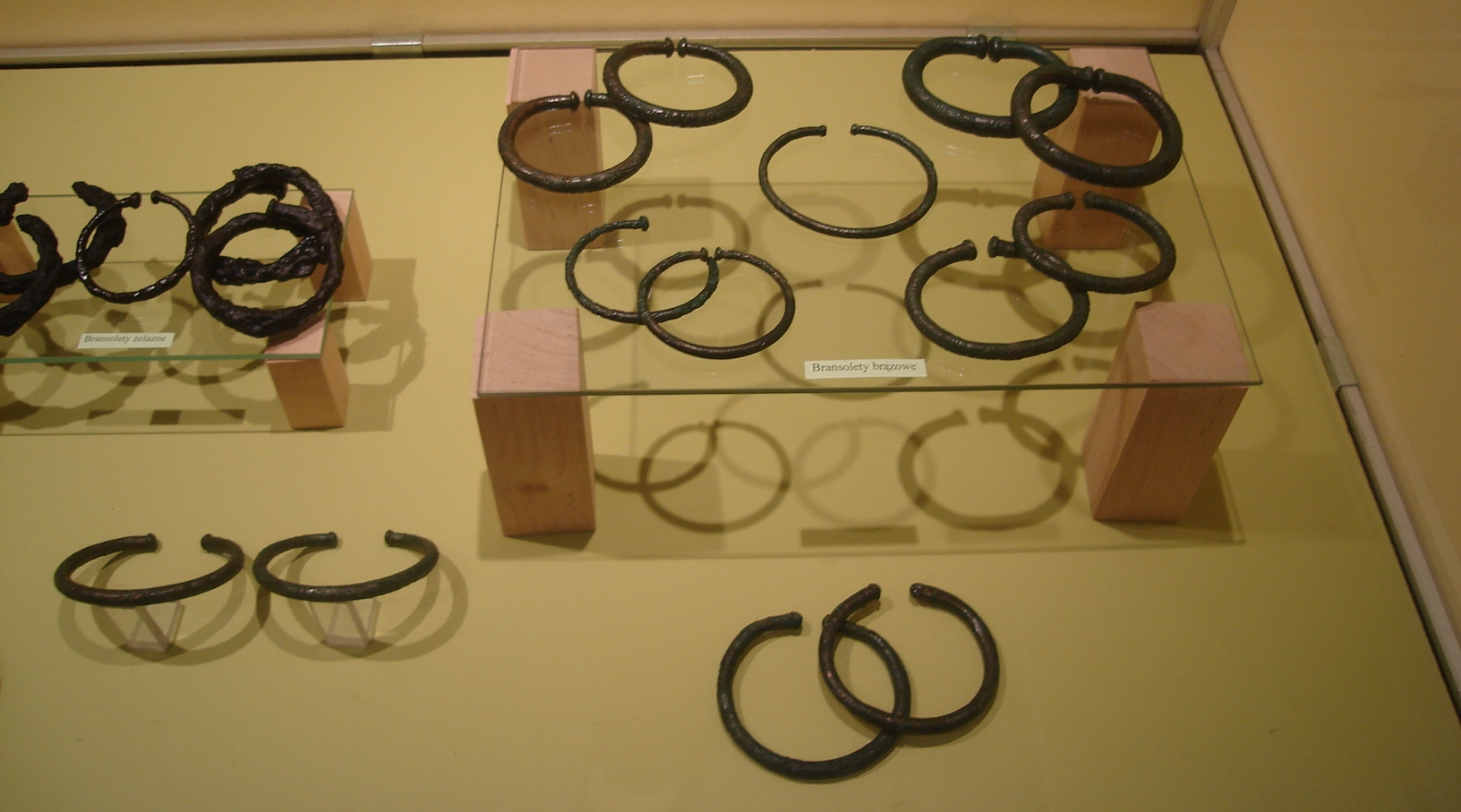
Przykładowe bransolety łużyckie

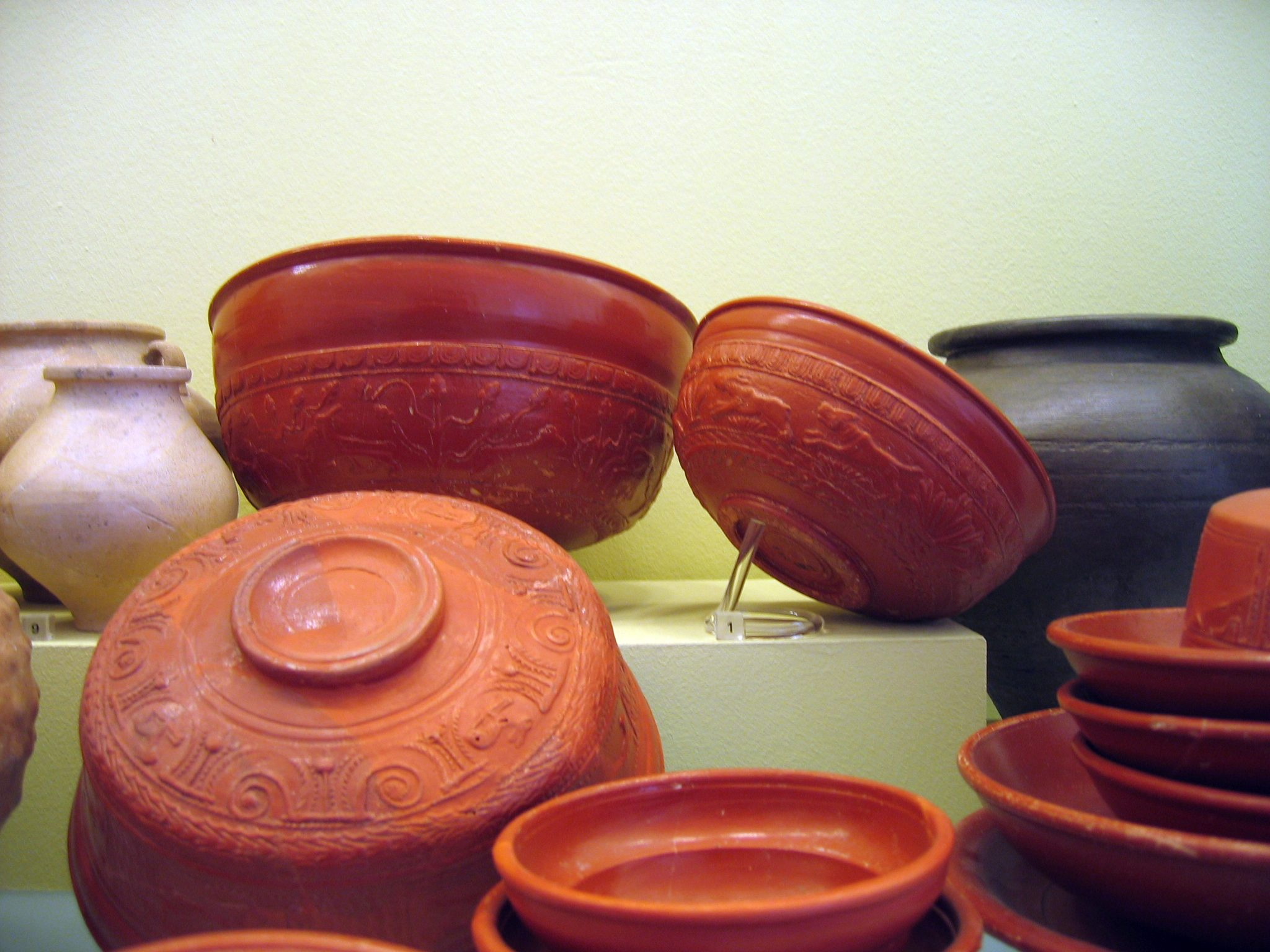
Przykładowe terra sigillata

Jednym z najwcześniejszych znalezisk, wykonanych z brązu jest znaleziona na północ od Rzeszowa siekierka pochodząca z Rudnej Małej. Jest to import z terenów Siedmiogrodu, datowany na II połowę trzeciego tysiąclecia (przełom neolitu i brązu). Jako pierwsza formacja, łączona z epoką brązu, na terenie Polski południowej występuje kultura mierzanowicka. Rozwija się ona na gruncie episznurowej formacji Chłopice-Vesele, rozwijającej się w terenie przykarpackim. W Rzeszowie inwentarz tych 2 kultur reprezentowany jest na stanowiskach nr 88 i 89. W II okresie epoki brązu na terenie podkarpackim dominowała kultura trzciniecka, a jej odpowiadające stanowiska skupione są w północnej części województwa.
III okres epoki brązu łączy się z tzw. kręgiem pól popielnicowych i na terenie całego kraju odpowiada pojawieniu się kultury łużyckiej. Kultura ta z biegiem czasu silnie różnicuje się na lokalne grupy.
Grupa tarnobrzeska, występująca głównie w dorzeczu Sanu, ale także w dorzeczu Wisłoki oraz we wschodniej części Gór Świętokrzyskich obejmuje tereny również Rzeszowa. Ukształtowała się w ciągu III okresu epoki brązu, a rozwijała się aż do schyłku okresu halsztackiego. W jej rozwoju wyróżnia się trzy fazy, przy czym w czasie trwania pierwszej grupa tarnobrzeska znajdowała się pod wpływem kultury Noua, a później w obrębie oddziaływań kultury Gáva. Grupa ta wykazuje duże różnice w inwentarzu ceramicznym w stosunku do innych grup kultury łużyckiej. Do najciekawszych znalezisk należą liczne brązowe skarby. Odkryty jeszcze w XIX wieku skarb, zdeponowany w Naturhistorisches Museum w Wiedniu, zawierał naszyjnik, bransoletę, naramiennik i 3 pierścionki. Dopuszczalna jest teza, że jest to import z kręgu trackich. Do innych skarbów należą tzw. „skarb z Sędziszowa” i „skarb z Trzciany”. Pierwsze pochodzi z pierwszej fazy rozwoju grupy tarnobrzeskiej. Są 2 pełne, masywne bransolety i 1 naszyjnik , natomiast skarb 2. to drobne siekierki brązowe. Na szczególną uwagę zasługuje również zachowana cembrowina studni z Terliczki i ceramiczna „grzechotka”. Studnia odkryta została przy okazji badań autostradowych pod obwodnicę północną Rzeszowa. Pochodzi ona z IX w. n.e. i jest najstarszym zabytkiem tego typu w Polsce.
W samym Rzeszowie osadę łużycką zlokalizowano w trakcie badań ratunkowych w połowie lat 50. Mieściła się przy alei Wyzwolenia (st. nr 2) i była badana przez Józefa Janowskiego. Z terenu miasta pochodzą też znaleziska luźne, m.in. brązowy grot strzały i kawałki ceramiki. Do tej pory nie odnaleziono cmentarzyska.
W końcowej fazie epoki brązu całe Podkarpacie podlegało wpływom scytyjskim.

### Osadnictwo celtyckie i ludności kultury przeworskiej (ok. 500 p.n.e. – 300 n.e.)
Kultura łużycka najprawdopodobniej zanika pod wpływem kultury pomorskiej oraz procesami „scytyzacji” ze wschodu i latenizacji z zachodu. Najprawdopodobniej najważniejszą rolę w tym zjawisku odegrali Celtowie. Osadnictwo celtyckie sięga terenów dorzecza Sanu, a może nawet Dniestru. Najbardziej charakterystycznym znaleziskiem z tego okresu w Polsce południowo-wschodniej jest miecz lateński, wyłowiony z Wisłoka w Rzeszowie. Jest to broń dwusieczna o długości ok. 80 cm i szerokości 5,5 cm. Datowany jest na okres 300–100 p.n.e. W Boguchwale z kolei znaleziono typową dla tego ludu ceramikę grafitową. Na południe od Rzeszowa, w pobliżu Trepczy mogło znajdować się celtyckie oppidum (zob. Horodyszcze).
Bardzo bogate są znaleziska odpowiadające kulturze przeworskiej. Z Rzeszowa pochodzi 6 osad, skarb monet rzymskich, 2 luźna znaleziska monet rzymskich i znaleziska luźne z 19 innych stanowisk. Najważniejsze dla poznania osadnictwa Przeworskiego w Rzeszowie wydają się 2 stanowiska. Pierwsze to osada na Staromieściu (st. nr 2) i cmentarzysko na Zalesiu (st. nr 93). Z pierwszej osady pochodzą m.in. naczynia lokalnej produkcji, przęśliki, żelazne nożyczki i wyroby kamienne, a także Terra sigillata. Na stanowisku nr 10. (Pobitno) znaleziono, wspomniany wcześniej skarb monet. Ponadto innymi wyjątkowymi artefaktami są moneta brązowa Probusa z III w. n.e. i złoty solid Walentyniana.
Osadnictwo rozwija się również w okolicach Rzeszowa, jego największe zagęszczenie przypada na okres między IV a V wiekiem. Główną gałęzią gospodarki była uprawa zbóż, stąd liczne znaleziska narzędzi rolniczych (sierp metalowy z Boguchwały, żarna z Radymna, radlica z Leska). Bogato reprezentowana jest ceramika siwa. Na zachodnich przedmieściach Rzeszowa (Świlcza) zlokalizowany był warsztat obróbki bursztynu. Znaleziono tam około 400 paciorków z tego surowca, liczne kawałki i odłupki oraz 2 bursztynowe bryły.
Kultura przeworska na terenie wokół Rzeszowa zaniknęła w czasie „wielkiej wędrówki ludów” około V wieku. Z tego czasu pochodzi znaleziony złoty solid Walentyniana i tzw. „skarb ze Świlczy” zdjęcie. W skarbie tym znaleziono m.in. kolczyk huński, który potwierdzałby kontakty z państwem stworzonym na Wschodzie przez Attylę.

## Średniowiecze

### Słowianie (od V w.)
Podobnie jak w przypadku kultury przeworskiej osadnictwo wczesnosłowiańskie w Rzeszowie jest niemal wszechobecne. Znanych jest 5 osad płaskich, 1 grodzisko oraz kilkadziesiąt stanowisk z ceramiką. Garncarstwo opierało się na produkcji naczyń prostych, bez użycia koła garncarskiego, z dość dużą domieszką piasku. W późniejszym czasie (XI-XIII wiek) pojawiają się ornamentowane naczynia toczone na kole garncarskim. Ze stanowisk rzeszowskich pochodzi szereg narzędzi metalowych (noże, sierpy, sprzączka). Często praktykowano tkactwo (znaleziska przęślików). Najprawdopodobniej, aż do X wieku gród zamieszkiwany był przez Wiślan, a następnie Polan. 

### Osada handlowa (XI w. – 1354)
Gród miejski najprawdopodobniej założyli w okresie między XI a XIII wiekiem Polacy. Rusini, którzy skorzystali z piastowskiego rozbicia dzielnicowego zajęli ziemię od Sanu aż po Wisłok. Następnie podzielili ją na włości (wołost’), z których każda miała swój gród. Rzeszów leżał po polskiej stronie i był niejako miastem konkurencyjnym dla grodu po drugiej stronie rzeki (dzisiaj jest to Pobitno). Gród Rzeszów znajdował się na terenie obecnego Staromieścia, między rzekami Wisłok i Przyrwą, co umożliwiało handel i wymianę towarów wzdłuż linii rzeki oraz drobną żeglugę śródlądową. Definitywnie Rusini zajęli Rzeszów w XIII wieku, Piastowie cofając się dalej na zachód w stronę Krakowa, stworzyli nową osadę w pobliżu Mrowli, wznosząc duży pagórek pośród bagien. Miejsce to było wyjątkowo trudne do zdobycia, ponieważ przez moczary od strony wschodniej prowadziła tylko jedna dróżka. W 1264 roku spotkali się w Tarnowie: książę Rusi Halickiej Daniel z księciem polskim Bolesławem Wstydliwym i wspólnie dokonali rozgraniczeń księstw. Granica miała przebiegać między Rzeszowem a Czudcem.
Po zjednoczeniu Polski przez Władysława Łokietka właściwy Rzeszów nadal pozostawał w rękach Rusinów. Dopiero około roku 1340 Kazimierz Wielki przyłącza do Polski Księstwo Włodzimiersko-Halickie. Ziemie te obsadził swoimi zaufanymi poddanymi i rycerzami. Włość rzeszowską dnia 19 stycznia 1354 dostaje Jan Pakosławic herbu Półkozic ze Strożyska, który przyjął nazwisko Rzeszowski.

### Etymologia nazwy
Nazwa Rzeszów pochodzi od słowiańskiego imienia Rzech, Rzesz bądź Rzetysław. Według legendy założyciel grodu nad Wisłokiem bronił osady przed najazdami rabusiów. Na jego pamiątkę w geście wdzięczności miasto nazwano jego imieniem.

### Legenda o św. Wojciechu
Według legendy św. Wojciech, wędrując z Pragi do Gniezna, przechodził koło Rzeszowa. Postanowił odpocząć na pobliskim wzgórku koło grodu. Gościnni mieszkańcy postanowili go jednak przyjąć do swoich domów. Wojciech pytany przez nich o rzeczy dotyczące świata i życia wygłosił kazanie. Na pamiątkę jego wizyty kościół parafialny nazwano jego imieniem.

## Czasy historyczne – średniowieczne miasto lokacyjne (od poł. XV w.)

### Akt nadania praw miejskich (19 stycznia 1354 rok)

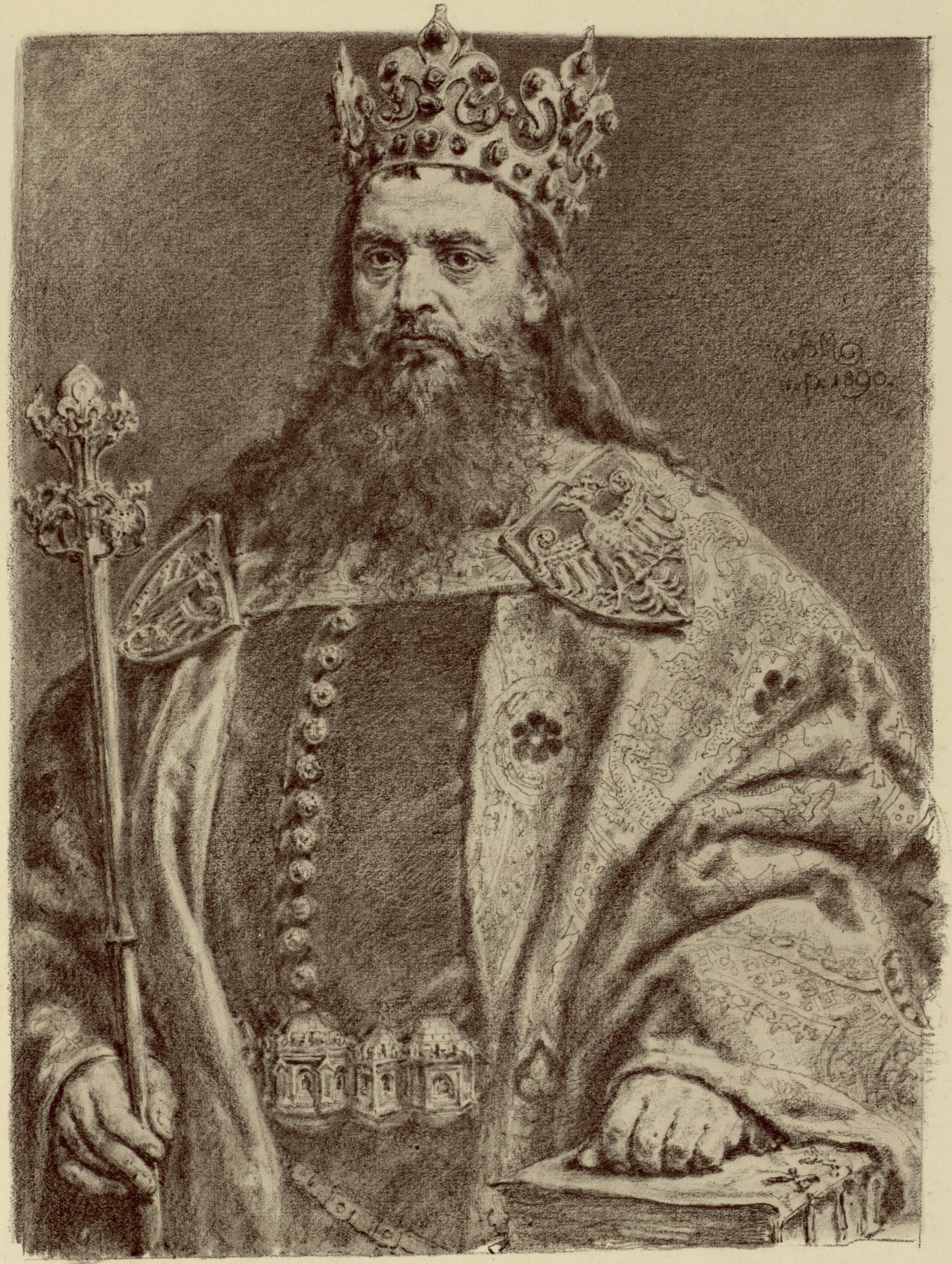
Kazimierz Wielki
(według Jana Matejki)

Przywilej lokacyjny został nadany Janowi Pakosławicowi ze Stróżysk na polecenia Kazimierza III Wielkiego. Dokument sporządził kanclerz krakowski – Zbigniew.

### Rozwój miasta
Władca nakazał nowemu panu utworzenie miasta na prawie magdeburskim. Nowy zarządca miał jednak problem z wyborem miejsca pod lokację miasta, gdyż istniały tu już 2 grody. Możliwe, że istniał i trzeci w okolicach dzisiejszej ulicy Grodzisko. Ostatecznie wybrał miejsce pomiędzy nimi przy lessowym pagórku, jednak przeniósł do niego większość mieszkańców i nazwę Rzeszów. Teza zaproponowana przez Kotulę mówi o potencjalnym drugim grodzie, bez nazwy, który mógł istnieć w rejonie nowo lokowanego miasta. Hipotezę tę potwierdza w swoim opracowaniu Janusz Kurtyka.
Świadczy o tym używanie w akcie lokacyjnym terminu oppidum, które stosowano względem osad na prawie niemieckim, bądź nielokowanych miejscowości. Wedle hipotezy Janusza Kurtyki możliwe było w tym miejscu (na lewobrzeżu Wisłoka) osadnictwo ruskie. Nazwa tego przysiółka, który z czasem został wchłonięty przez miasto, to Wolica lub Stara Wola, ustalono ją na podstawie zapisków dotyczących małego drewnianego kościółka NMP, który istniał w tej miejscowości. W 1390 występuje już jako suburbium. Istnieje również możliwość, przytoczona przez Kurtykę, że próbę lokacji Rzeszowa według reguły magdeburskiej podjęli przed 1323 ostatni Rurykowicze halicko-włodzimierscy, synowie Jerzego – Andrzej II Halicki i Lew II. Jedynym miastem, które otrzymało prawo niemieckie w Księstwie przed tą datą, jest Przemyśl (ok. 1280); w 1339 Bolesław Jerzy II lokował Sanok. W myśl tej hipotezy lokacja Kazimierza byłaby dopełnieniem zamiarów kniaziów halickich względem istniejącej już osady. Proces kolonizacyjny nie skupił się jedynie na mieście, objął również wsie, np. Mrowlę, po dwóch próbach lokacji: z 1347 i 1352, ostatnia – dokonana w 1367 roku okazała się udana.
W takim stanie rzeczy praca wykonana przez zasadźcę nie byłaby prowadzona od podstaw, a polegałaby raczej na rozbudowie wcześniej istniejącego założenia. Historycznie potwierdzone jest jednak wybudowanie kościółka, rynku i cmentarza. Granica przebiegała przez dzisiejsze ulice Króla Kazimierza, Bożniczą, Kopernika. Siedzibą władcy pozostał gród na Staromieściu. Po ostatecznym wybraniu miejsca i lokalizacji miasta gród miał powierzchnię ok. 1,5 km². To co może dziwić, to bardzo mały obszar nowo założonego miasta, nawet jak na średniowiecze. Możliwe, że te tereny zostały siłą odebrane lokalnym wsiom. Prace nie skupiały się wyłącznie na „nowym” grodzie. Około 1360 roku Jan Pakosławic wystawił kościół w Rzeszowie na Staromieściu (wcześniej najprawdopodobniej parafia rzymska zajmowała budynek byłej cerkwi). Zmarł ok. 1374 roku. Miał trzech synów, z których każdy miał na imię Jan: Jan Feliks Rzeszowski – proboszcz fary w Przemyślu, bp Jan Rzeszowski proboszcz kościoła św. Michała na zamku krakowskim, spowiednik królewski i Jan z Rzeszowa Staromiejski, który odziedziczył włość rzeszowską.
Istnieje również hipoteza zaproponowana przez Edwarda Webersfelda w 1906 roku na łamach lwowskiego czasopisma „Nasz Kraj”, która mówi, że miasto zostało założone przez samego Kazimierza Wielkiego w 1345 w puszczy granicznej oraz że król obsadził w grodzie Niemców wziętych w czasie wyprawy wojennej przeciw Mikołajowi księciu opawskiemu (tzw. Głuchoniemcy). Argumentem za tym twierdzeniem jest również pojawianie się nazwy miasta Rzeszów jako Rischof w dokumentach metropolity przemyskiego Eryka z 1390 roku. Domniemanie takie istniało już w wieku XVI i XVII, a proponował je Szymon Starowolski:

Następnie idzie Łańcut (...) i Rzeszów (...) ; mleka tu i płócien lnianych wielka jest zwykle obfitość, ponieważ wioski na całym tym obszarze zamieszkują potomkowie niemieckiego plemienia, wzięci na jakiejś wojnie przez Kazimierza Wielkiego, króla Polski, lub sprowadzeni z Saksonii, z dziećmi i żonami, aż w te okolice. Ci przeto o bydło i uprawę lnu troszczą się wielce i w porze jarmarków tak do innych okolicznych miast wymieniane towary zwożą na sprzedaż, jak przede wszystkim do Rzeszowa i Jarosławia

Przypuszczenia te zdają się potwierdzać badania niemieckie przeprowadzone w latach 1939–1945. Wedle wspomnień Franciszka Kotuli, przedstawionych w Tamtym Rzeszowie, w trakcie rozmowy z mjrem Dietrichem, przewodniczącym sądu wojskowego w Rzeszowie, a z wykształcenia doktorem historii na uniwersytecie w Lipsku. Wykonano wówczas szereg zdjęć lotniczych okolicznych wsi, których plan odpowiadałby modelowi tzw. Waldhufendörfer (wsi leśno-łanowych) narzuconemu przez przybyłe z terenów Saksonii społeczności.
Główne decyzje dotyczące miasta podejmował dziedziczny. Od niego zależało nadanie pewnych praw miejskich oraz poszerzenie granic. Pierwszą decyzją dotyczącą nowego miejsca grodu było odpowiednie uformowani terenu, tak aby mógł on spełniać funkcje obronne.
Dzięki Rzeszowskim w roku 1363 istniał już w mieście kościół parafialny (fara pw. śś Feliksa i Adaukta), a w roku 1406 parafialna szkoła. Jednak w XV wieku miasto zostało zdewastowane przez pożar. Stosunkowo dużą część jak na tak małe miasto przeznaczono na budowę rynku i ratusza. Sieć drożna ówczesnego Rzeszowa skupiała się w obrębie kościoła. Tu do miasta wpadała droga krakowska i staromiejska, na południe ruch odbywał się dzisiejszą ulica 3 Maja.
Ciężar osadniczy w regionie dzisiejszego miasta skupiał się wciąż na terenie Staromieścia, gdzie była siedziba właścicieli ziemskich oraz w północnej części obecnej dzielnicy, czyli tzw. Ruskiej Wsi. Ruska Wieś stanowiła odrębną osadę, zasiedlaną najprawdopodobniej przez Rusinów, którzy zbudowali tam cerkiew. Świątynia greckokatolicka istniała także w Pobitnym.
Na podstawie przywileju lokacyjnego Rzeszowscy otrzymali prawo karania przestępców, budowy fortyfikacji obronnych, w tym zamków oraz prawo do pobierania cła. Włość nie była również w jurysdykcji urzędników królewskich, „aby (miasta i wsie) mogły szybciej być budowane i lokowane”. Przepis ten nie dotyczył wójtów i sołtysów. Od 1354 roku Jan Pakosławic używał tytułu Pan na Rzeszowie (dominus de Resov).
W XV wieku włość rzeszowska rozciągała się od Leżajska aż po Czudec i liczyła kilkanaście osad (możliwe, że było ich więcej, ale nie miały one większego znaczenia). Wymienione kolejno w źródłach jako: Rzeszów (oppidium), Krasnepole (Krasne), Antiqua Reschow (Staromieście), Przybyszówka, Łąka, Łukawiec, Palikówka, Powietna (Pobitno), i inne. W 1458 miasto zniszczyli Wołosi i Tatarzy. Po krótkim okresie spokoju miasto zostało ponownie zniszczone przez Tatarów w 1502 roku. Koniec wieku XVI to całkowity rozpad włości rzeszowskiej, uformowanej najprawdopodobniej jeszcze za panowania ruskiego w początkach XIV wieku. Wiele okolicznych wsi zostało przejętych za długi, lub też sprzedanych. Największymi beneficjentami tego procesu byli Ligęzowie i Pileccy.

### Handel
Główną przyczyną rozwoju handlu w mieście było jego wygodne ułożenie na szlakach komunikacyjnych z Krakowa na Ruś i z Lublina na dzisiejsze Słowację i Węgry. Główne drogi przebiegały przez ulice 3 Maja, Grunwaldzką, Moniuszki, Kopernika, Stary Rynek i Mickiewicza. Za sprawą krakowskich kupców, handlujących bydłem, Rzeszów po wielkim pożarze w 1427 roku i odbudowie miasto dostało powtórny przywilej lokacyjny i prawo do składowania niektórych produktów. W 1430 roku król zezwolił na omijanie Sandomierza w drodze z Krakowa na wschód. Istniały również specjalne normy, które regulowały szlaki kupieckie w zależności od celu ich podróży i rodzaj bagażu. Ostatecznie Sandomierz stracił na znaczeniu na przełomie XV i XVI wieku z bardzo prozaicznej przyczyny. Droga przez Ropczyce, Rzeszów i dalej Przeworsk i Jarosław była dużo krótsza i łatwiejsza do pokonania. Trakt handlowy przed Rzeszowem od strony Krakowa łączył Trzcianę i Świlczę. Do miasta wpadał najprawdopodobniej na obecny plac Farny, lub na północ od niego w rejonie tzw. Wolicy.
Z handlem wiążą się bezpośrednio początki Rzeszowa, jako miasta. Wedle Marii Borowiejskiej-Birkenmajerowej, która opracowała rozwój urbanistyczny miasta rozwinęła się tu już w XI wieku osada handlowa, która przez następne dwa stulecia ewoluowała w kierunku ośrodka handlowo-rzemieślniczego, aż do lokacji w połowie XIV wieku, kiedy to oficjalnie zostały miastu nadane przywileje i wyznaczony został Rynek. Oprócz drogi wodnej, niezwykle ważną drogą komunikacji była rzeka – Wisłok, która niedaleko Leżajska wpada do Sanu, a dalej do Wisły. Możliwe, że nowy Rynek nie został wyznaczony arbitralnie, a jego plan pokrywał się w znacznej części z wcześniejszym placem handlowym.
Wiadomo, że w mieście istniała komora celna. Początkowo korzyści czerpał z niej w znaczniej mierze wójt dziedziczny, następnie pan.
Już w średniowieczu w mieście były popularne takie gałęzie gospodarki jak tkactwo, sukiennictwo, krawiectwo, kowalstwo, szewstwo, kuśnierstwo, piwowarstwo, złotnictwo. Część z przedstawicieli tych zawodów zaczęła łączyć się w cechy, co jeszcze bardziej przyspieszało rozwój gospodarczy miasta. Cech tkaczy otrzymał oficjalny statut od Małgorzaty, córki Piotra Kmity Lunaka w 1479 roku. W 1435 roku król Władysław III Warneńczyk wytyczył drogę handlową z Rusi do Krakowa przez Rzeszów. W XV wieku do Rzeszowa zaczęli przybywać Żydzi osiedlający się na wschodzie, poza miastem. Z tego okresu pochodzą również niektóre z podmiejskich piwnic, powstałych na skutek ściśnięcia miasta w murach obronnych i braku miejsca.
W historii Rzeszowa znamienny jest fakt, że od początku XV wieku nie ma urzędu wójta dziedzicznego. Ostatnim był Mikołaj, który jako wysłannik królewski podjął się lokacji Mościsk (1404). Jego majątek i prawo do wójtostwa odkupili Rzeszowscy i to oni, a nie jak było to w większości polskich miast w tym okresie, czerpali realne korzyści z zarządzania miastem. Ograniczone były również kompetencje magistratu i wójta sądowego, który zastąpił urząd piastowany przez Mikołaja. Pierwszy magistrat liczył pięciu rajców, z których każdy na przemian sprawował funkcję burmistrza. Radę miejską powoływał i wybierał na okres jednego roku dziedziczny pan miasta. Ława składała się z 7 ławników z wójtem na czele, mianowanym przez właściciela miasta.

### Układ przestrzenny
Średniowieczny Rzeszów nie różni się znacznie od współczesnych sobie miast tego typu. Była to osada handlowo-rzemieślnicza o korzystnych warunkach naturalnych, umożliwiająca ewentualną obronę. Znajdowała się na trasie najkrótszego połączenia między Krakowem a Lwowem, w bezpośrednim terenie przygranicznym z Rusią Halicką ostatecznie zdobytą przez Kazimierza III.
Początkowo jednak osada miała charakter wyłącznie handlowy i rozwijała się wraz z innymi osadami tego typu (np. Wieliczka, Biecz) od XI wieku począwszy. Przez następne dwa stulecie osada rozwijała się jako targ. W przywileju lokacyjnym król pozwolił na 'dalsze' pobieranie cła Rzeszowskim, stąd wniosek, że było ono już formą podatku wcześniej praktykowaną.
Układ urbanistyczny zdawałby się potwierdzać tę tezę. Widoczny do dziś plan rynku oparty na nieregularnym, wydłużonym czworokącie, czy lokalizacja nowego kościoła katolickiego (fary) poza obrębem głównego placu, na obrzeżach przedlokacyjnego miasta, czy wreszcie nazywanie Rzeszowa oppidum w akcie lokacyjnym.
Po lokacji, jak już wcześniej wspomniano, zadaniem dziedzicznego było wyznaczenie miejsca pod nowe budowle publiczne. Co do wcześniejszych losów parafii, nie są one do końca jasne, wprawdzie kościół mógł pochodzić z fundacji królewskiej z ok. 1346 roku, ale najprawdopodobniej powstał dzięki pierwszemu Rzeszowskiemu. Pierwsza świątynia była zapewne drewniana (pw. Feliksa i św.Adaukta). Nowy, ceglany budynek powstał zapewne w II połowie wieku XIV lub początków wieku XV.
Innym niezwykle ważnym budynkiem był ratusz. Znajdował się on na rynku, a jego istnienie potwierdza dokument z 1427 roku (potwierdzenie przywilejów dla miasta przez Piotra Lunaka).
Siedziba pana pozostała najprawdopodobniej w obronnym dworze na Staromieściu. Całość założenia miejskiego była ufortyfikowana.
Do niedawna sądzono, że jedyną „zachowaną pamiątką” po średniowiecznym rodowodzie Rzeszowa jest prezbiterium miejskiej fary. Jednak po konserwacji przeprowadzonej w latach 2008–2009 badania pozwalają stwierdzić, że w trakcie XVII-wiecznej przebudowy zachowano również gotycką nawę.

### Rozpad włości
Wskutek skomplikowanej genealogii rodu Rzeszowskich i często braku w prostej linii męskiego potomka włość rzeszowska (określana często jako distictus Rzeschowiensis) uległa licznym podziałom między potomków Jana Pakosławica. Swoje pierwotne znaczenie straciła siedziba pańska na Staromieściu. Nowe dwory rozlokowane były w pobliskich wsiach, np. Przybyszówce i Łące. Skomplikowane stosunki między krewniakami spowodowały również wiele procesów, których ślady są odnotowywane m.in. w aktach sądów krakowskich.

## Epoka odrodzenia i wczesny barok

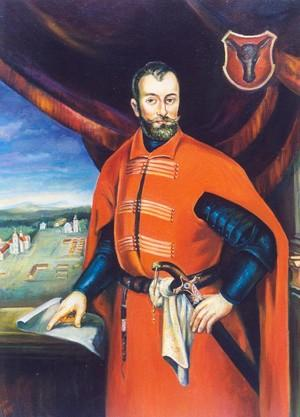
Mikołaj Spytek Ligęza

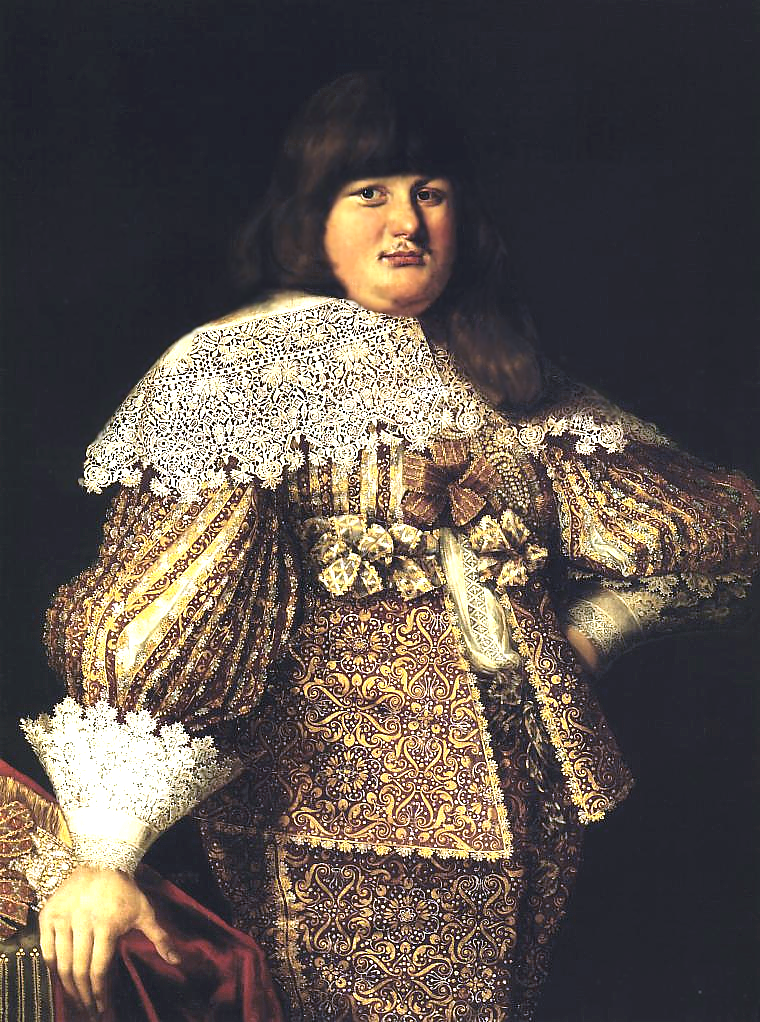
Władysław Dominik Zasławski-Ostrogski

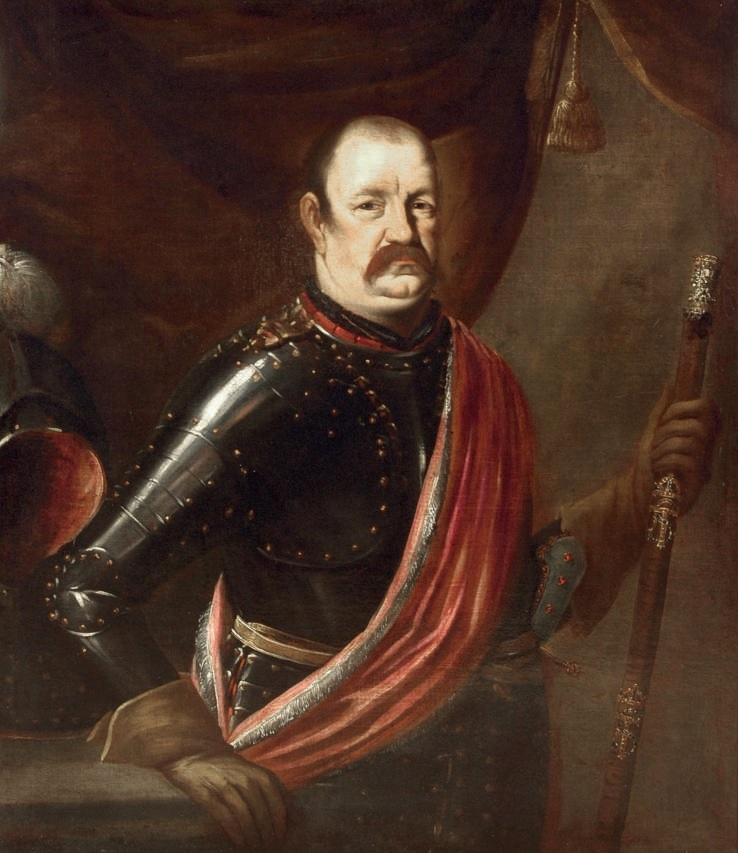
Jerzy Sebastian Lubomirski

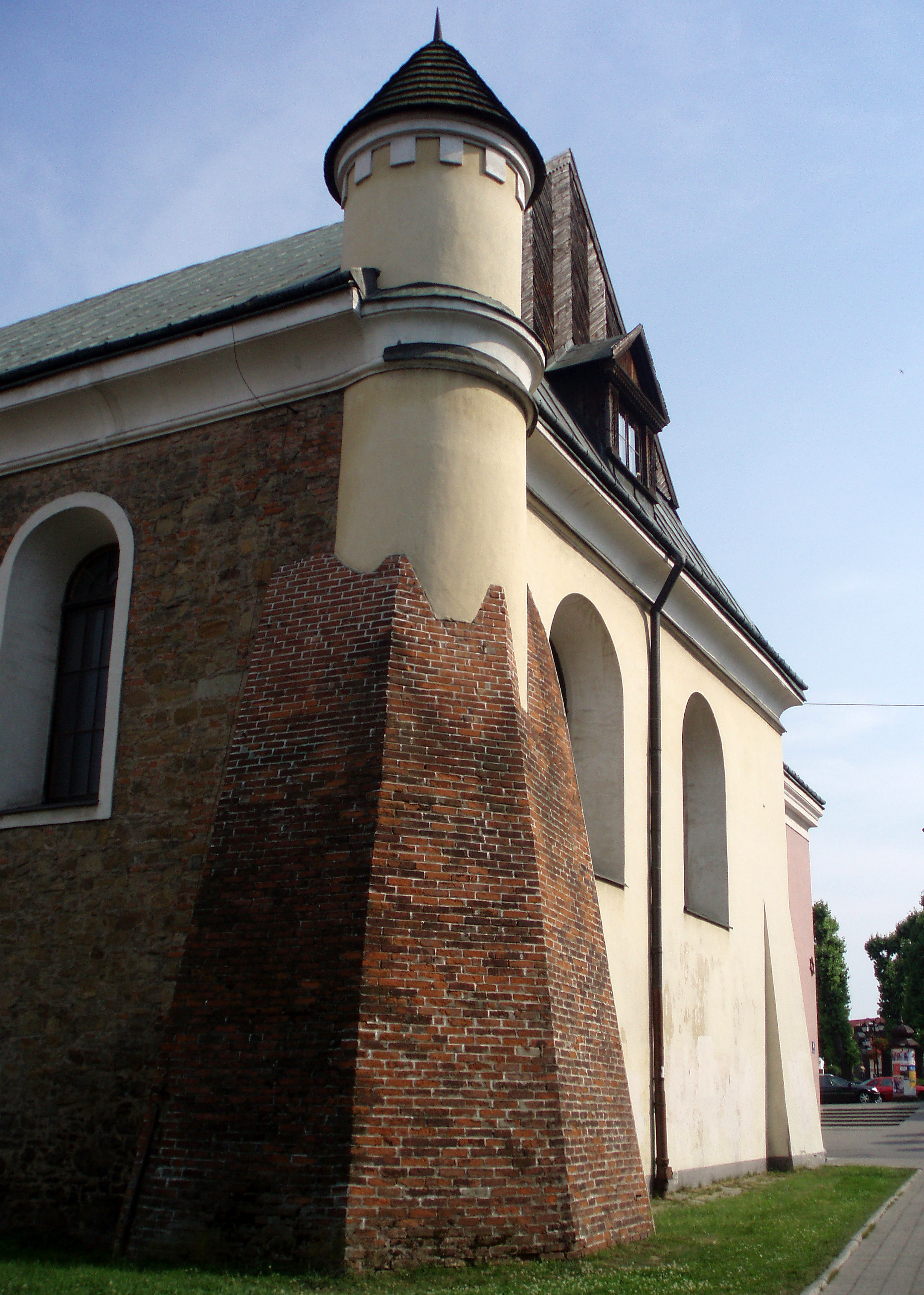
Synagoga Staromiejska weszła w skład miejskich umocnień. Jedynym śladem po nich, jaki zachował się do dziś jest baszta w narożniku budynku.

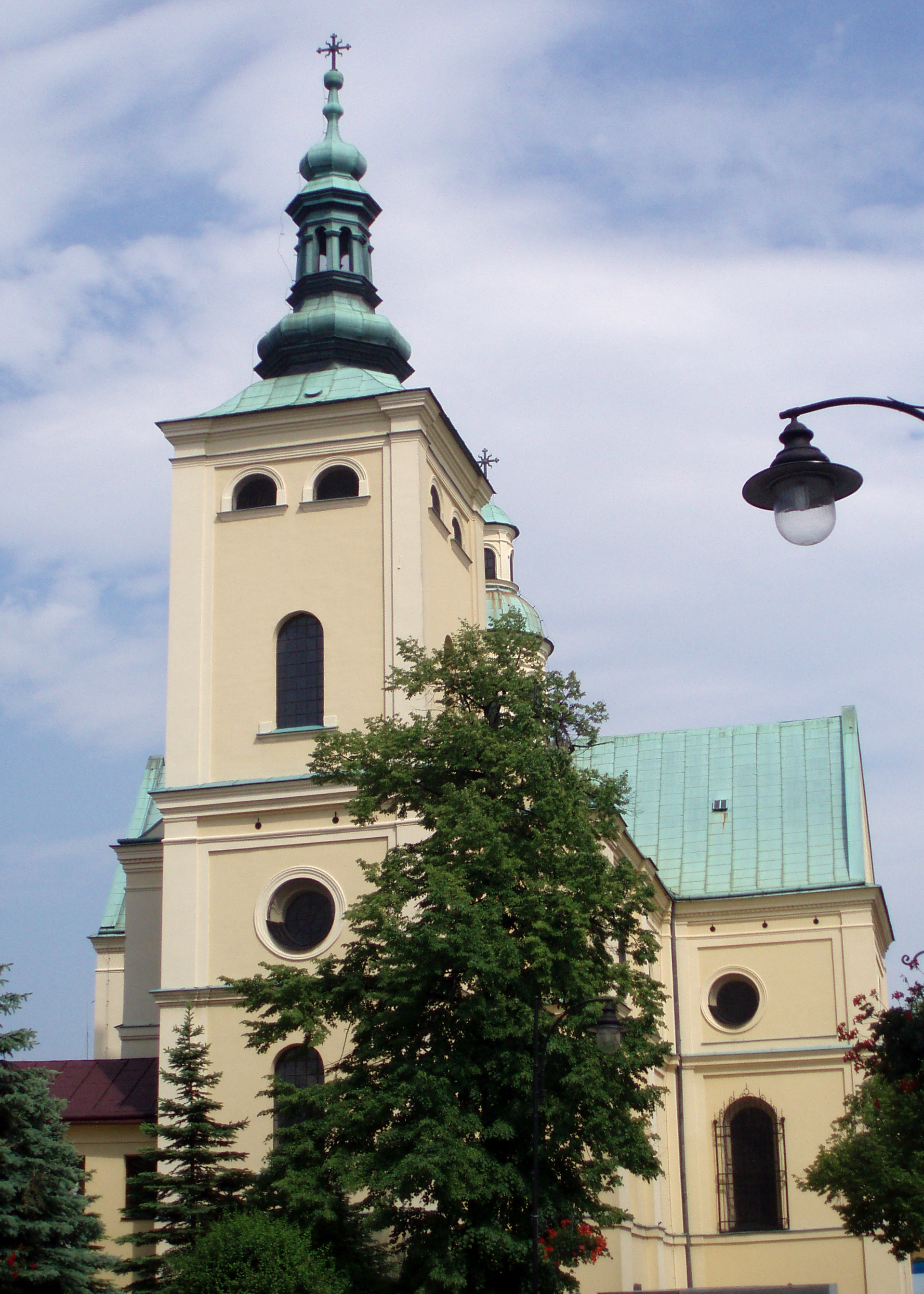
Podobną funkcję spełniał klasztor bernardyński. Ponadto kościół miał stać się nowym rodowym mauzoleum właścicieli Rzeszowa.

Choć faktycznie włość rzeszowska upadła, samo miasto funkcjonowało bardzo dobrze i prężnie się rozwijało. Umożliwiła to korzystna lokalizacja miast sąsiednich, takich jak Łańcut czy Sędziszów Małopolski, które znajdowały się na tyle daleko, że odbywające się w nich jarmarki nie stanowiły zagrożenia dla rzeszowskich. Sam handel rozwijał się najdynamiczniej od potwierdzenia przywilejów w akcie z 8 maja 1427, wydanych na polecenie Piotra Lunaka i Stogniewa z Szumska. XV wiek to czas niezwykłego prosperity nie tylko dla południa kraju, ale dla całej Rzeczypospolitej. Kolejny przywilej wydał 25 czerwca 1571 roku Mikołaj Rzeszowski, dotyczył on przede wszystkim możliwości posiadania ziemi i obciążeń podatkowych. Mimo pomyślnego rozwoju Rzeszowscy nie utrzymali majątku. W 1589 roku, z wdową po Adamie z Żerkowa Rzeszowskim, Zofią ślub wziął Mikołaj Spytek Ligęza, który przejął dominium i miasto w swe władanie.
2 grudnia 1587 roku, po rozdwojonej elekcji 1587 roku szlachta województwa ruskiego zawiązała w Rzeszowie konfederację i wezwała zwolenników obu elektów: Zygmunta III Wazy i Maksymiliana III Habsburga, aby nie uciekali się do działań zbrojnych.

### Własność Mikołaja Spytka Ligęzy (1589–1637)
Nowy właściciel szybko rozpoczął szereg prac inwestycyjnych. Przede wszystkim skoncentrował się na 2 budowach: zamku, klasztoru i kościoła bernardyńskiego (ob. bazylika Matki Bożej Rzeszowskiej), a także licznych pracach fortyfikacyjnych. Pod jego protektoratem najprawdopodobniej powstała też dzielnica żydowska, tzw. Nowe Miasto (w rejonie dzisiejszego placu Wolności). Wydał on szereg przywilejów usprawniających działanie miasta jako osady handlowej, skutecznie je ufortyfikował. XVI i XVII to okres licznych najazdów tatarskich na Rzeszów, który był wówczas skutecznie broniony. Ligęza podjął próbę odbudowy włości rzeszowskiej, tworząc tzw. Państwo Rzeszowskie. Za czasów Ligęzy miasto liczy ok. 2500 mieszkańców (1589).

### Ostrogscy-Zasławscy (1637–1638)
Po śmierci ojca, miasto odziedziczyła jego starsza córka Zofia Pudencjanna Ligęza z „Bobrku”, która była żoną Władysława Dominika Zasławskiego-Ostrogskiego. Przeprowadził on zajazd na Rzeszów tuż przed śmiercią teścia. Piastował następnie jego stanowisko kasztelana sandomierskiego. Okres rządów Zasławskich to jedynie roczny epizod. Jednak w tak krótkim czasie Zofia Pudencjanna zdążyła rozpocząć budowę nowego kościoła, który stanął przy trakcie prowadzącym z zamku jej ojca do fary. Początkowo planowała tam obsadzić bernardynki lub klaryski, jednak końca budowy nie doczekała. W obliczu bezpotomnej śmierci Zofii, Rzeszów odziedziczyła młodsza córka Ligęzy Konstancja Lubomirska. Budowę kościoła pod wezwaniem Świętego Krzyża (wcześniejszy kościółek Świętego Krzyża przemianowano na Świętej Trójcy) zakończył mąż Konstancji – Jerzy Sebastian Lubomirski, który podarował klasztor pijarom.

### Rozwój handlu i rzemiosła
Gospodarczy rozwój umożliwiło utrzymanie starego szlaku handlowego wschód-zachód oraz pojawienie się nowych, na północ w kierunku Sandomierza i Lublina. Pod koniec XVI wieku zaczęto używać Wisłoka jako rzeki spławnej. Świadczą o tym zapiski sejmowe z 1589 roku, także funkcjonowanie spichlerzy w porcie rzecznym na Sanie w Leżajsku, należących do właścicieli Rzeszowa  (od 1609 r.).
Jeszcze przed przejęciem majątku żony przez Mikołaja Spytkę Rzeszowscy wydali akt (1569), w którym zabraniali sprzedaży piwa przemyskiego i nadawali pierwszeństwo kupcom rzeszowskim w wymianie handlowej odbywającej się na terenie dominium.
Podstawowymi instytucjami wymiany były targi i jarmarki. Pod koniec wieku w 1502 roku Aleksander Jagiellończyk wydał przywilej, który zmienił datę targu łańcuckiego, tak aby nie przeszkadzał on najstarszemu rzeszowskiemu jarmarkowi organizowanemu w dniu św. Wojciecha (23 kwietnia). Stało się to bezpośrednim zarzewiem konfliktu pomiędzy Ligęzą a Stanisławem Diabłem Stadnickim, który samowolnie ogłosił organizowanie targów w Łańcucie. W 1605 roku doszło do bitwy między „Diabłem” a właścicielem Rzeszowa, którą ten wygrał.
Kolejny przywilej wydaje w 1578 roku Stefan Batory (zdjęcie dokumentu). Nadał on Rzeszowowi prawo do organizacji jeszcze 2 jarmarków – na św. Feliksa i św. Barbarę. Ten ostatni, przypadający na grudzień, jest niezwykle istotny, ponieważ większość kupców z całej Polski przejeżdżała wtedy przez Rzeszów, aby dostać się na wielki jarmark we Lwowie, który odbywał się w styczniu. W 1633 roku miasto otrzymało prawo składu wina i ryb. Wśród innych produktów, którymi handlowano, był chmiel, świeże owoce, anyż, wełna, masło, ser. Z wyrobów gotowych przywożono: wosk, ołów, skóry, sukno i płótna. Najczęściej w zapisach sądowych powtarzają się partnerzy handlowi kupców rzeszowskich: Gdańsk, Toruń, Wschowa, Wrocław, Jassy, Moskwa, Węgry i Siedmiogród. Spowodowało to powiększenie przepaści społecznych pomiędzy niezbyt liczną klasą rzeszowskich kupców. Zaledwie kilku brało udział w handlu na wielką skalę, resztę stanowili drobni detaliści, handlujący z pobliskimi miejscowościami.
Handel w takim wymiarze pozwalał na rozwój rzemiosła w oparciu o lokalne i dostarczane surowce. Praktycznie wszystkie gałęzie ówczesnego rzemiosła były w Rzeszowie reprezentowane. Największy rozkwit tej gałęzi gospodarki przypada na przełom XVI i XVII wieku. Największej specjalizacji uległy rzemiosła metalowe takie jak: miecznicy, rusznikarze, zegarmistrzowie, ktolarze, a przede wszystkim rzeszowscy złotnicy. Przedstawiciele tej specjalności zajmowali się nie tylko wytwórstwem i naprawą biżuterii czy naczyń liturgicznych, ale również brali udział w handlu metalami i kamieniami szlachetnymi. Mimo późniejszej stagnacji rynku rzeszowskiego utrzymali oni stały poziom wytwórstwa, a nawet je rozwinęli. Dzierżyli oni dużą władzę polityczną, przynajmniej 2 z nich zostało burmistrzami (Łukasz (1591–1612) i Wawrzyniec Kasprowicz (1612–1628)). Do najbardziej charakterystycznych wytworów rzeszowskich jubilerów należą liczne naczynia mszalne i wyposażenie liturgiczne kościołów (np. w bazylice leżajskiej), prezenty dla możnowładców i królów (np. prezent darowany przez Ligęzę Zygmuntowi Wazie) oraz tzw. pasy przeworskie (przykładowe pasy). W późniejszym czasie, około połowy XVIII wieku złotnicy katoliccy zostali wyparci przez żydowskich, handlujących przede wszystkim wyrobami z tzw. rzeszowskiego złota (stopu podobnego do tombaku). Równolegle do wyżej wymienionych rozwijał się przemysł spożywczy, który musiał zaspokoić potrzeby coraz szybciej rozwijającego się miasta.

### Sprowadzenie Żydów
Na północny wschód od starego Rynku powstała nowa dzielnica żydowska – Nowe Miasto. Sprowadzenie Żydów nastąpiło przed rokiem 1615 i ograniczało się głównie do nowej dzielnicy i pobliskiej synagogi. Nowe Miasto było dzielnicą ściśle zaplanowaną, wedle renesansowych planów, analogicznych do planów lokacyjnych Głogowa Małopolskiego, pochodzących z 1570 roku. Rynek nowomiejski miał kształt prostokąta o bokach 125 × 120 m, otaczały go niskie kamienice. Przez nowy plac pokierowano główną arterie miejską biegnącą ze wschodu na zachód.

### Budowa zamku, kościołów i klasztorów
Okres władzy Ligęzy, to bez wątpienia jeden z najświetniejszych okresów w historii miasta. Jego działalność po dziś dzień pozostawiła szereg śladów, widocznych między innymi w architekturze i układzie przestrzennym miasta. Pod koniec XVI wieku w mieście powstały z inicjatywy jego właściciela 2 cegielnie. Jedna miała być jego prywatną własnością i służyła niemal wyłącznie zaspokojeniu potrzeb budowy zamku, natomiast drugą „ofiarował” miastu. Budynek nowej pańskiej siedziby nie znajdował się już na Staromieściu, ale został przeniesiony na tzw. Wygnaniec, czyli w rejon obecnego placu Śreniawitów. Równolegle do budowy zamku przystąpiono do stworzenia linii umocnień miasta, które były sprzężone z jego budynkami (głównie z nowo powstałymi zamkiem, bernardyńskim klasztorem i „Małą” Synagogą). Po raz pierwszy w historii miasto „wykroczyło” poza swoje średniowieczne granice. Nowy zamek i stary Rynek połączyła ulica (ob. 3 Maja), którą sukcesywnie zabudowano, do mostu na Wisłoku prowadziła również zabudowana ulica (ob. Mickiewicza).
W 1591 roku Ligęza ufundował nowy ratusz (w miejscu obecnego). W sąsiedztwie ratusza znajdowała się miejska waga i kramy. W centrum znajdowała się studnia (obecnie zrekonstruowana wedle XVIII-wiecznych planów). Rynek otaczały drewniane kamienice, często z murowanymi piwnicami i charakterystycznymi trójkątnymi szczytami.
Jego działalność szeroko wkraczała w sferę społeczną. Zbudował 2 szpitale ubogich (przytułki), które znajdowały się przy ówczesnym kościele Świętego Krzyża (ob. kościół Świętej Trójcy), który po pożarze wcześniejszego kościoła Świętego Ducha został wystawiony w tym miejscu z inicjatywy rzeszowskich kupców.

## Miasto jako rezydencja magnacka (1638–1845)

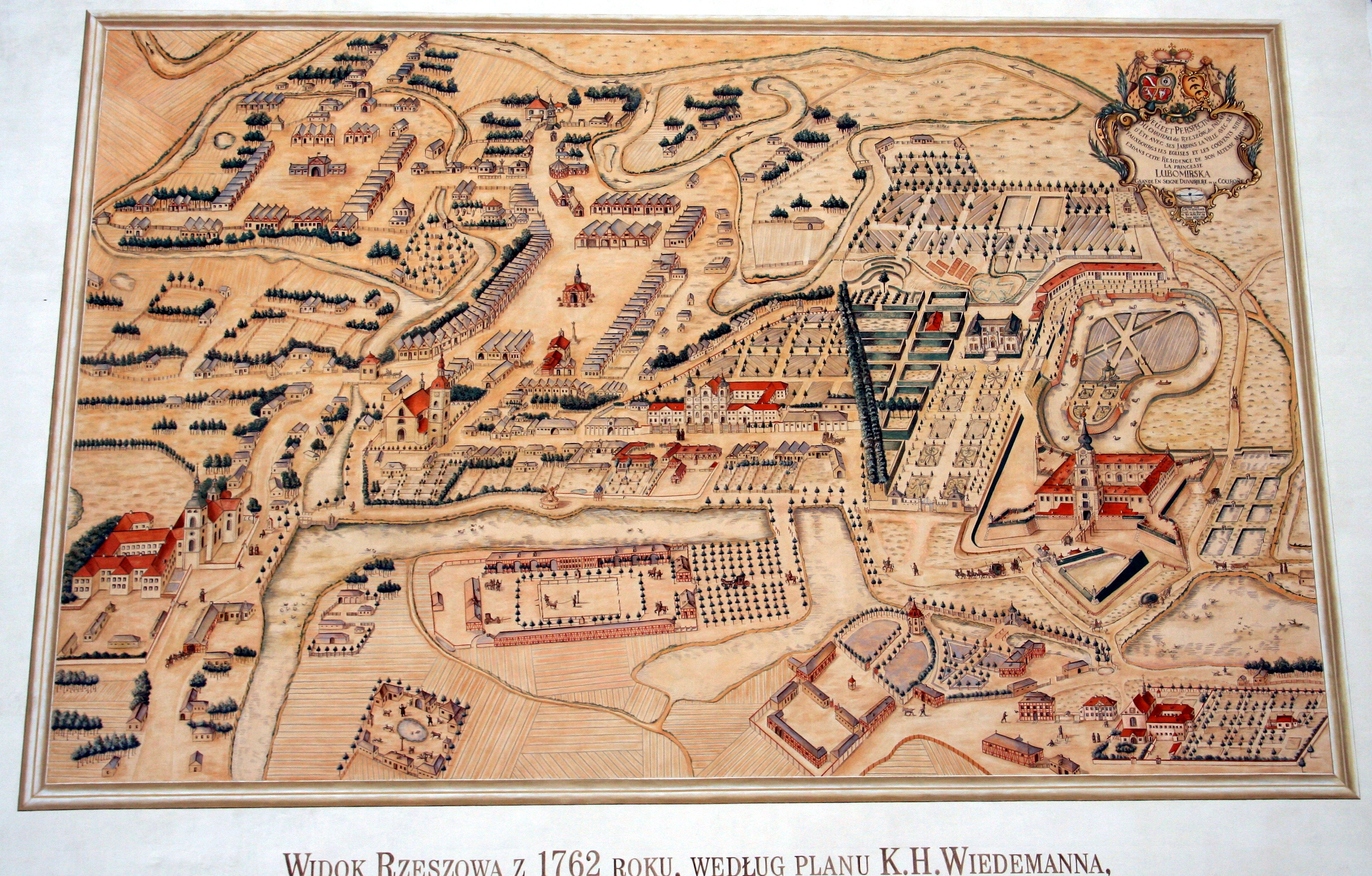
Plan Wiedemanna z 1762 roku

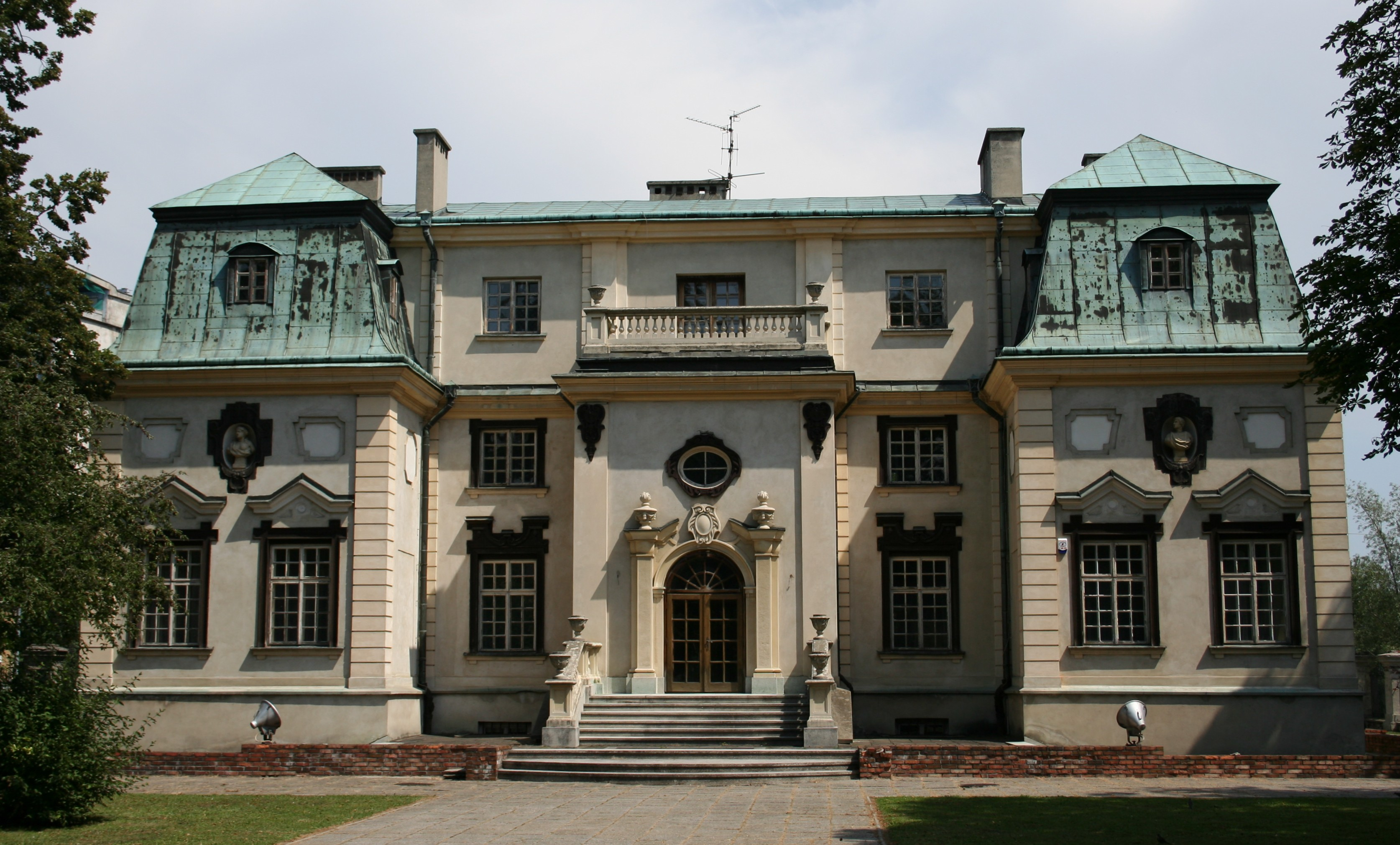
Letni Pałac Lubomirskich, fundacji Hieronima Augustyna Lubomirskiego (proj. Tylman z Gameren, K.H. Wiedemann)

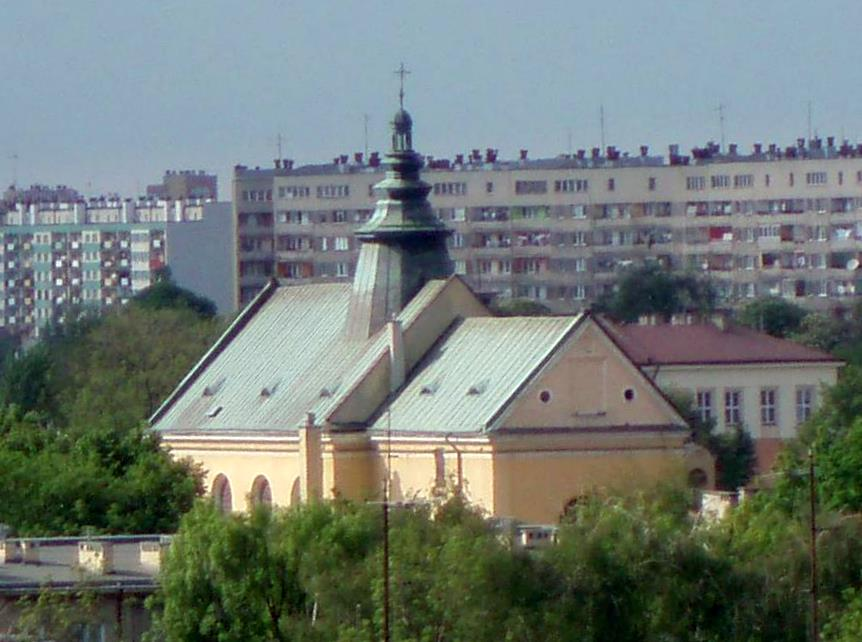
Kościół MB Królowej Polski, fundacji Teodora Augustyna Lubomirskiego (proj. J.Ch. Belotti, K.H. Wiedemann)

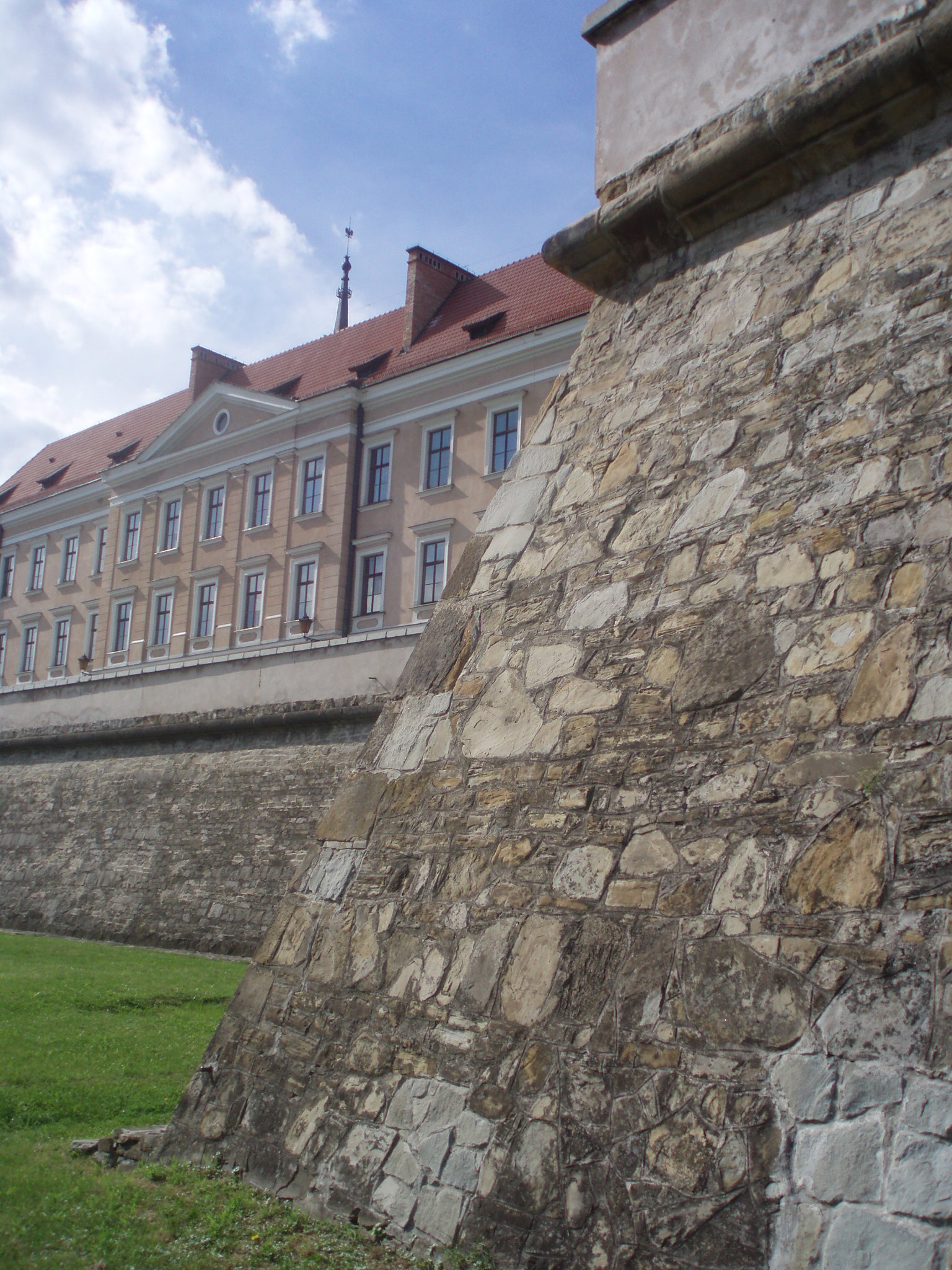
Fortyfikacje rzeszowskiego zamku, zaprojektowane przez Tylmana Gamerńskiego

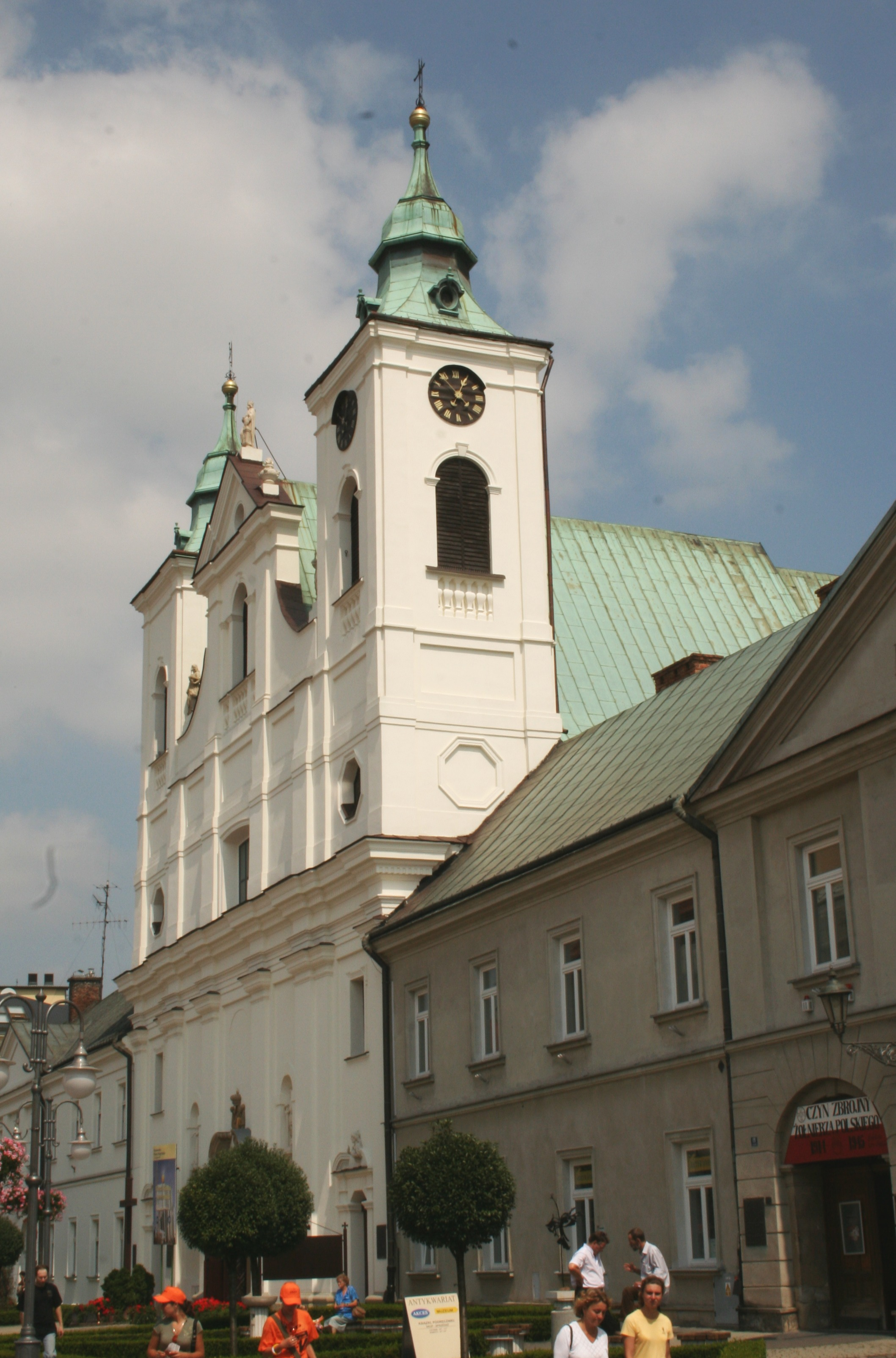
Kościół Świętego Krzyża, fundacji Prudencjanny Ligęzy i Jerzego Sebastiana (proj. Tylman z Gameren)

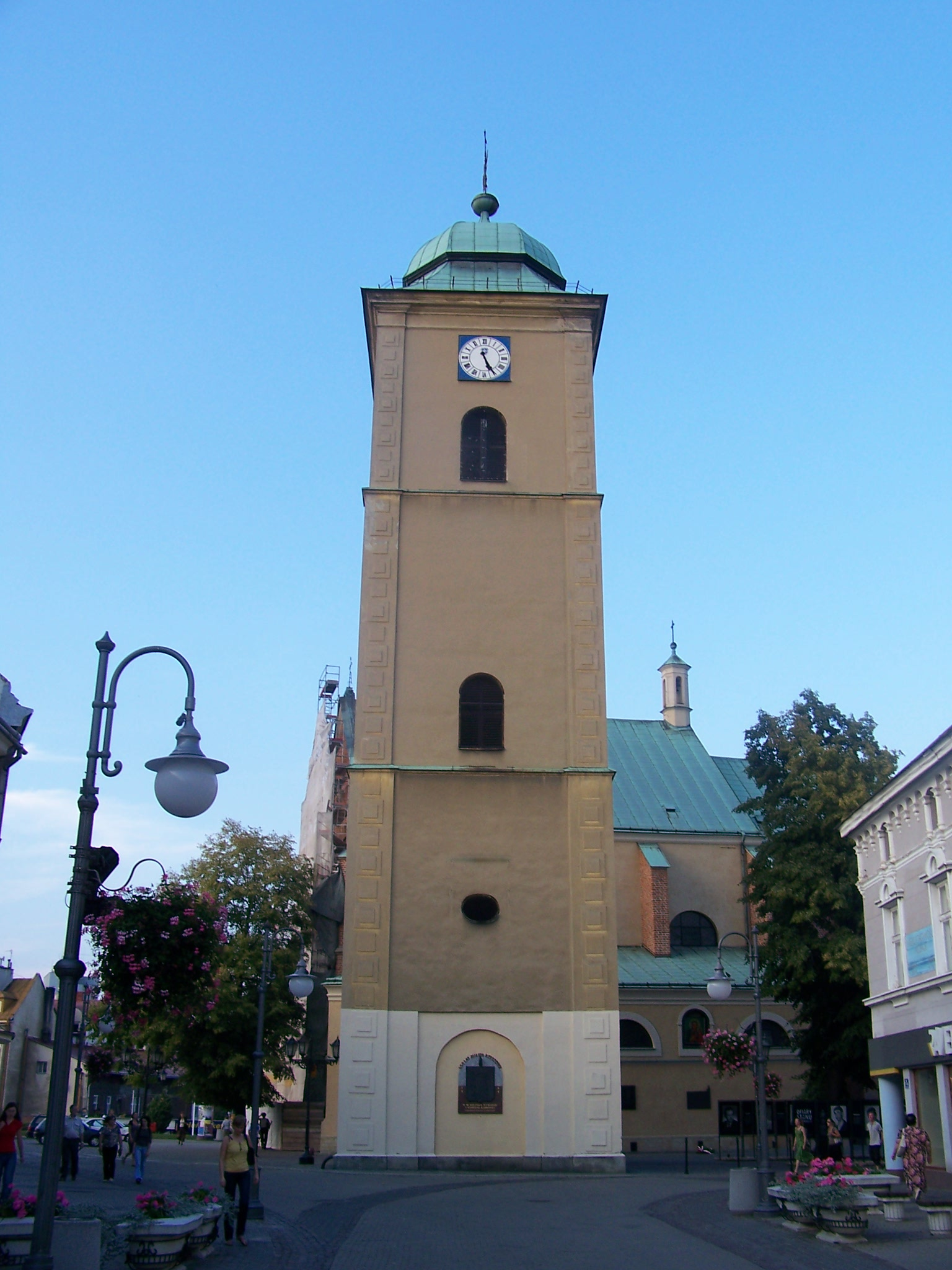
Dzwonnica kościoła farnego (proj. J.Ch. Belotti)

W 1638 Rzeszów przeszedł na własność rodu Lubomirskich, stając się wzorowym ośrodkiem dóbr magnackich. Stało się to przez ślub 22-letniej Konstancji z Jerzym Sebastianem Lubomirskim. Z małżeństwa tego urodziło się troje dzieci, z których każde założyło osobną linię rodu: łańcucką Stanisław Herakliusz Lubomirski, przeworską Aleksander Michał Lubomirski, natomiast najistotniejszą dla historii miasta linię rzeszowską najmłodszy syn Jerzego Sebastiana – Hieronim Augustyn Lubomirski.
Okres rządów Lubomirskich można podzielić na dwa etapy. Pierwszy stanowi kontynuację myśli Ligęzy i stanowi kontynuację dynamicznego rozwoju miasta, natomiast drugi to niemal jego całkowity upadek. Niezwykle istotnym z punktu przyszłości miasta stało się założenie w 1658 roku przez Jerzego Sebastiana Kolegium Pijarów (obecnie I Liceum Ogólnokształcące), inicjatywę ojca wspierał następnie jego syn Hieronim. Od 1681 roku w kościele bernardyńskim działało również studium biblioteczne. Na dworze Lubomirskich, działała również jedna z czołowych postaci polskiego oświecenia – Stanisław Konarski. II okres, począwszy od Jerzego Ignacego to upadek gospodarczy miasta. Magnateria rzeszowska zdecydowała się na ograniczenie swobód obywatelskich i przywilejów mieszczańskich, rzemieślniczych i kupieckich. Wprawdzie mecenat artystyczny był wciąż utrzymywany przez Lubomirskich, ale ograniczał się on praktycznie wyłącznie do środowisk dworskich rodziny. Nie bez wpływu były również liczne pożary (np. Wielki Pożar z 1681 r. i kolejny z 1728) i zaraza. W 1772 miasto dostało się pod zabór austriacki. Następnie przez 146 lat wchodziło w skład imperium Habsburgów. Kulminacją wszystkich wyżej wymienionych procesów było odsprzedanie praw dominatu Magistratowi Miejskiemu, a zamku władzom austriackim w 1845 roku.

### Wiek wojen
Wiek XVII dla całej Rzeczypospolitej to okres wojen i niepokojów politycznych. Nie ominęły one Rzeszowa, które jako rezydencja jednej z najpotężniejszych rodzin magnackich w kraju stało się celem licznych ataków i podbojów.

#### II wojna północna (1655–1660) i najazd Rakoczego (1657)
Wojna do Małopolski dotarła bardzo szybko. Wojska szwedzkie przeprowadziły akcję oblężenia Krakowa, który poddał się 13 października 1655 roku. Następnie wojska Karola Gustawa ruszyły na wschód. Zajęły Rzeszów, następnie dotarły pod Jarosław. 15 marca 1656 roku miasto stało się świadkiem bitwy, którą wygrały wojska koronne dowodzone przez Stefana Czarnieckiego. Bitwa ta i równoległe nieudane zdobycie Przemyśla odmieniły bieg wojny.
Wskutek nieprzemyślanej polityki Jerzego Sebastiana Lubomirskiego w 1657 roku południowa Polska stała się areną zmagań przede wszystkim z armią księcia siedmiogrodzkiego Jerzego II Rakoczego, który zawarł ze Szwedami sojusz. Początkowo wojska Rakoczego skierowały się na Lwów, który jednak skutecznie się obronił. Następnie książę podjął decyzję o odwrocie na zachód w stronę Krakowa. Po drodze złupił okoliczne miasta, między innymi Jarosław, w którym czekał na nadciągającego od strony Krakowa Jerzego Sebastiana. Wkroczył również do Rzeszowa, niszcząc m.in. kościół Świętego Krzyża (ob. Świętej Trójcy). Ostateczne rozwiązanie nastąpiło w trakcie bitwy pod Czarnym Ostrowem, którą wygrały sprzymierzone siły Rzeczypospolitej i Rzeszy.

#### III Wojna Północna (1700–1721)
W czasie wielkiej wojny północnej hetman wielki koronny Hieronim Augustyn Lubomirski wspierał Augusta II Wettyna. Po bitwie pod Kliszowem zwycięzcy Szwedzi pod wodzą Stenbocka 17 listopada 1702 zajęli zamek Lubomirskiego w Rzeszowie. Sytuacja trwała osiem tygodni. W zaistniałych okolicznościach hetman przeszedł na stronę Karola XII, a w 1704 roku przystąpił do konfederacji warszawskiej i wystąpił przeciw Wettinom. Sądził, że pomoże mu to w objęciu polskiego tronu. Jednak w czasie wolnej elekcji królem wybrano Stanisława Leszczyńskiego. Wskutek polityki Lubomirskiego Rzeszów był wielokrotnie zdobywany przez wojska polskie, saskie, rosyjskie i szwedzkie. W 1704 roku wojska polsko-saskie zdobyły zamek, a na Rzeszów nałożona została ogromna kontrybucja. Rok później nastąpiło pogodzenie hetmana i króla, reperacji zniszczeń doglądał sam August II Mocny, który osobiście rezydował w Rzeszowie. W 1716 roku miasto złupili konfederaci tarnogrodzcy.

#### Konfederacja dzikowska (1734–1735)
Konfederacja generalna zawiązana została 5 listopada 1734 w Dzikowie na prośbę króla elekta Stanisława Leszczyńskiego, który wobec połączonej interwencji wojsk saskich i rosyjskich na korzyść Augusta III, uszedł do Królewca. Marszałkiem generalnym konfederacji został starosta jasielski Adam Tarło. Na czele wojsk konfederackich stanął regimentarz Józef Potocki. W 1735 roku konfederaci zajęli Rzeszów, natomiast wojska sasko-kozackie pod wodzą Sasa i Kozacy dowodzeni przez gen. Jana Szybilskiego okupowali miasto. W międzyczasie wojska konfederackie próbowały przebić się przez Wielkopolskę, by uderzyć na Saksonię. Zostały jednak rozbite w wielu bitwach przez Sasów i Rosjan.
Ogniska oporu zbrojnego konfederatów dzikowskich istniały do 1735 na Kurpiach i na Podolu. Podpisanie rozejmu nastąpiło w 1735 w Kolegium pijarów pomiędzy konfederatami a komisarzami saskimi i moskiewskimi.

#### Konfederacja barska (1768–1772)
13 lub 15 sierpnia 1769 roku pod Rzeszowem, w rejonie dzisiejszej dzielnicy Pobitno doszło do bitwy między konfederatami barskimi wspieranym przez Joannę Lubomirską a wojskami rosyjskimi. Po bitwie ciała zabitych pochowano, a nad mogiłą Polaków usypano zachowany do dziś kopiec. Rosjanie wycofali się do Łańcuta.

### Urbanistyka rezydencji magnackiej
Do najbardziej charakterystycznych dzieł czasu Lubomirskich, przetrwałych po dziś dzień należą liczne zabytki, skupione w tzw. dzielnicy pańskiej. Zwyczajem tej rodziny magnackiej było zatrudnianie na rzeszowskim, a także łańcuckim dworze architekta, który czuwał nad ogółem inwestycji prowadzonych w majątku, a także sam wykonywał plany największych z nich. W Rzeszowie pierwszym architektem Lubomirskich został sprowadzony z obecnej Holandii Tylman Gamerski. To właśnie on dokonał planów przebudowy kościoła fundacji Zofii Prudencjanny Zasławskiej-Ostrogskiej, dodając do oryginalnych planów 2 wieże oraz projektując fasadę całego pijarskiego konwentu. Przebudował również zamek Ligęzów, nadając mu kształt widoczny na planie z 1762 roku. Całe miasto ufortyfikował od wschodu. Do ciekawszych zabytków, których plany wyszły spod ręki Tylmana, należy kaplica myśliwska świętego Huberta w Miłocinie . Nie do końca ustalone jest również autorstwo Letniego Pałacyku. Razem z zamkiem i przyległymi ogrodami tworzył on wielkie założenie rezydencjonalne.
Następnym architektem dworskim po Tylmanie został Piotr Belotti. Nie do końca wiadomo, czy był on jedynie kontynuatorem, czy faktycznym następcą poprzednika. Kierował przede wszystkim przebudową zamku i wznoszeniem licznych dworów ludzi z kręgu Lubomirskich (Dwór Piątkowskiego). Następcą Belottiego został jego syn Jan Chrzciciel, który wzniósł tak charakterystyczne dla miasta zabytki jak: kościół i klasztor reformacki (ob. kościół garnizonowy), dzwonnicę kościoła farnego oraz Synagogę Nowomiejską.
Ostatnim wielkim architektem tego okresu związanym z Rzeszowem jest były wojskowy pochodzący z Saksonii – Karol Henryk Widemann. Podobnie jak jego poprzednicy największą uwagę skupiał na pracach budowlanych dotyczących zamku, zwłaszcza po pożarze z 1735 roku. Tworzył letnie pawilony ogrodowe i sztuczne jeziora, najprawdopodobniej to również on jest autorem wieży zegarowej zamku, którą wybudowano w III ćwierci XVIII wieku, a zrekonstruowano po zniszczeniach w początkach wieku XX. Stworzył on również pierwszy kompleksowy plan miasta, pochodzący z 1762.
Najprawdopodobniej większość budynków na Starym Rynku była drewniana, dopiero w I. poł. XVII wieku widać trend budowania z cegły. Najczęściej ograniczał się on do piwnic i grub (jam zasobowych). W wieku XVIII ewidentna była zabudowa bardzo ścisła, zwarta, a użytkowanie poszczególnych domów było raczej ciągłe. W znacznej mierze zabudowa rynku kształtowała się pod wpływem wyżej wymienionych architektów nadwornych. Charakterystyczne były wówczas drewniane podcienia. W wyniku pożarów z 1708 i 1728 roku został wprowadzony przez J.I. Lubomirskiego zakaz wznoszenia „wysokich dachów”, tak aby w razie ewentualnego pożaru możliwe było ich łatwe ugaszenie. Przyjęły one kształt widoczny na planie Wiedemanna.

### Upadek miejskiej gospodarki
Wskutek wielu wojen, zwłaszcza potopu szwedzkiego i najazdu Rakoczego na Polskę, rzeszowska gospodarka podobnie jak większość miast w województwie ruskim popadała w ruinę. Wielokrotne obłożenie kontrybucjami i wykorzystanie jako bazy wojskowej i zaplecza gospodarczego przez armie polskie, saskie, rosyjskie i inne również spowodowały znaczne zniszczenia. Pierwszym tego typu zdarzeniem był najazd szwedzkich dragonów w 1656 roku, następnie najazd Rakoczego rok później, a w 1673 czambuł tatarski. Miasto trawiły liczne pożary i epidemie, a trud włożony w jego odbudowę był często nadaremny. Tak więc od początków rządów Jerzego Ignacego widoczny jest niemal liniowy upadek miasta. Ponownie doszło do rozczłonkowania majątków miejskich. Tworzyły się coraz to nowe jurydyki szlacheckie i kościelne, które były poza prawem. W początkach XVIII wieku w mieście działało 120 cechmistrzów, jednak do pracy często wykorzystywano niewykwalifikowanych mieszkańców wsi. Coraz większa diaspora żydowska nie tworzyła własnych cechów, zapisywała się do polskich, z czasem wypierając ich założycieli. W 1714 roku natomiast powstał cech Niemców. Rzeszów pozostał jednym z ważniejszych miast handlowych aż do połowy XVII wieku.

## Pod zaborem (1772–1918)

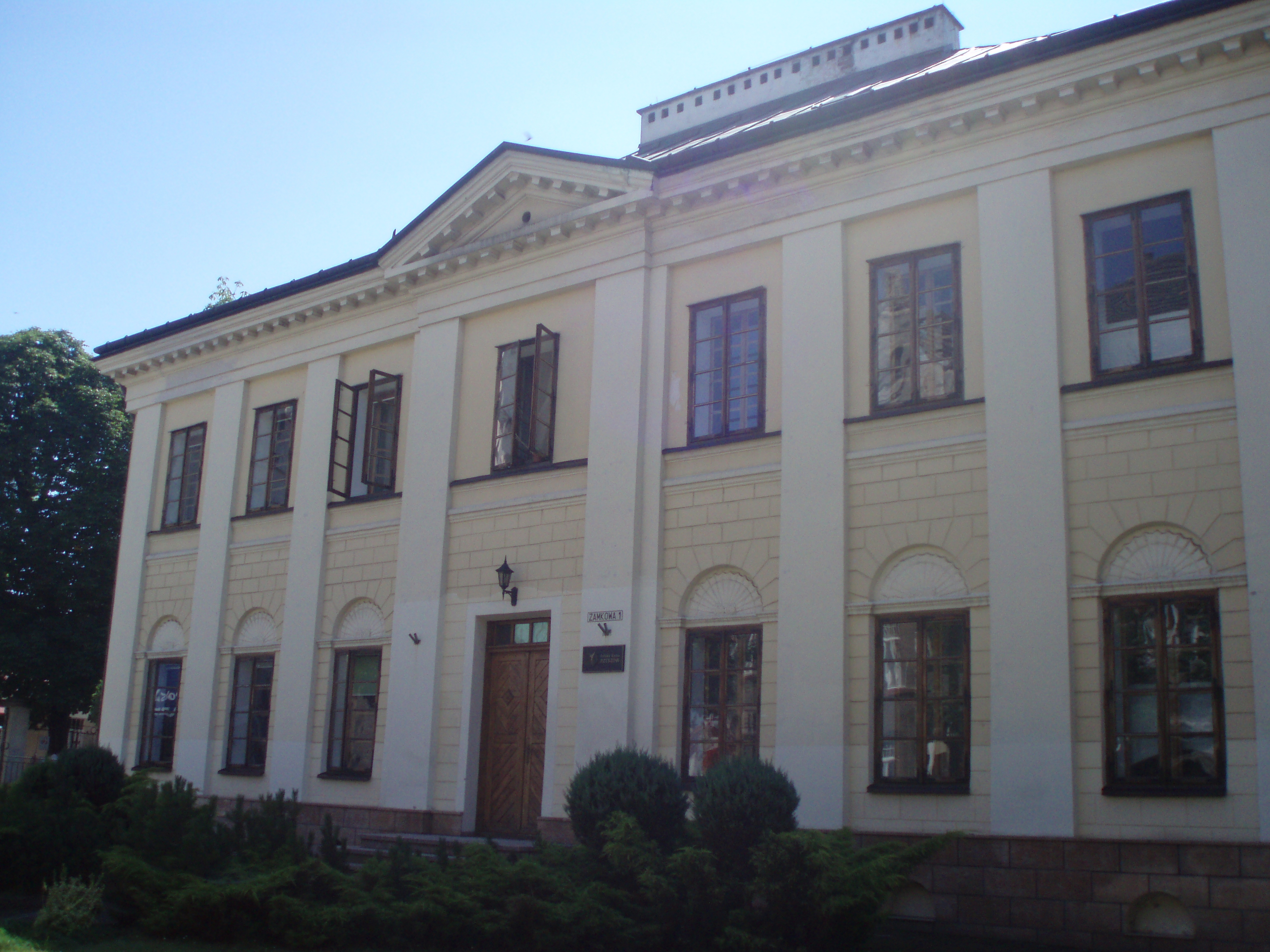
Pałac Burgallera (proj. Bulgarell), wybud. 1818–1823

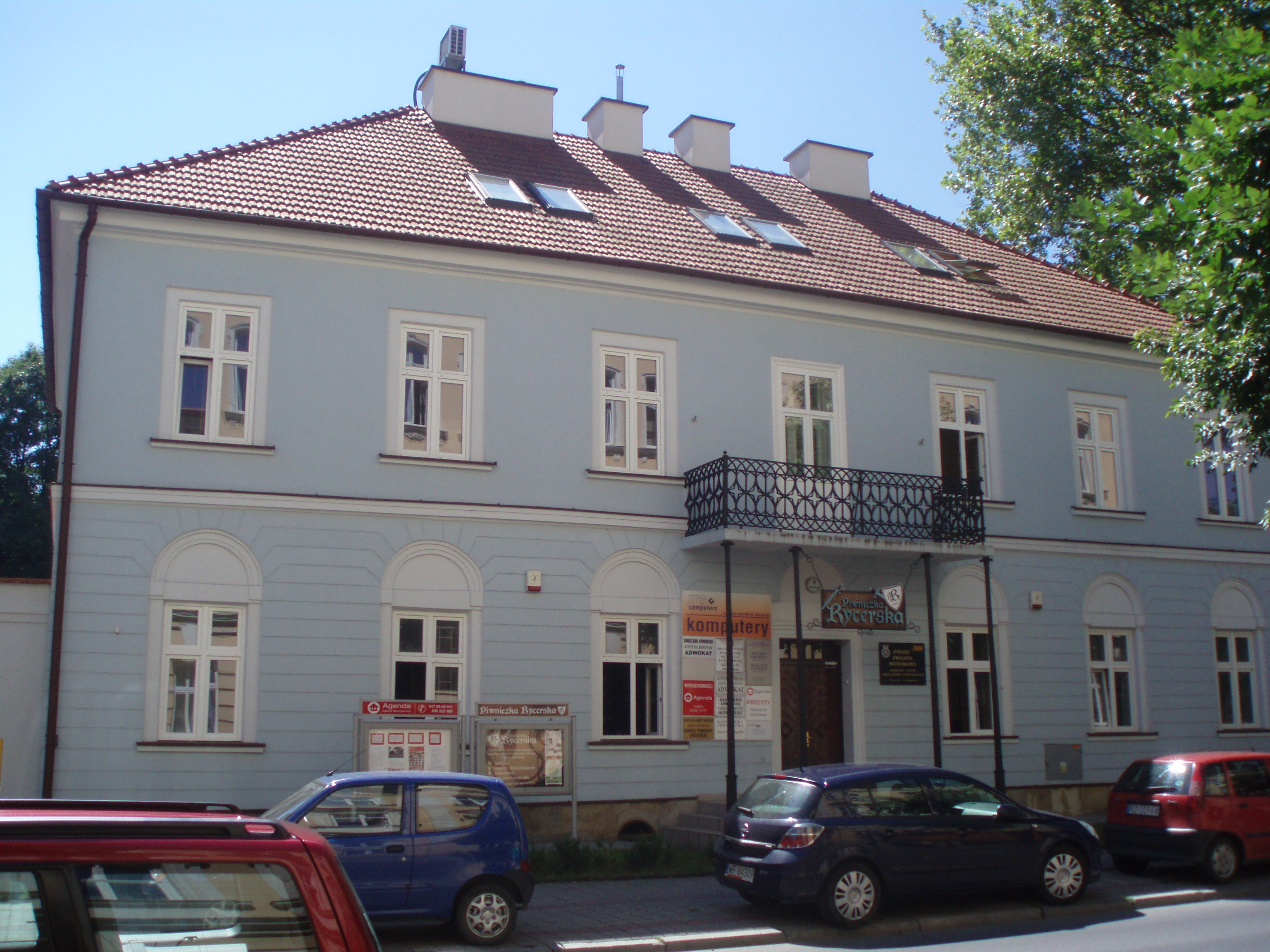
Dom Karola Prevota (proj. K. Prevot) 1818–1823

W 1772 roku wskutek I rozbioru Polski wyniszczone miasto weszło w skład imperium Habsburgów. Odmienna administracja i normy prawne panujące wówczas w rządzonej przez Marię Teresę i jej syna Józefa II spowodowały szereg reform i zmian w nowo powstałej Galicji. Znamienne jest niemal całkowite ograniczenie roli panów dziedzicznych i ich funkcji, które w znacznej mierze ograniczyły się do reprezentacji i czerpania dochodów z faktycznej własności ziemskiej. Osłabiona rzeszowska linia Lubomirskich w postaci Jerzego Romana zdecydowała się na odsprzedanie w 1845 roku „praw” władzom zborowym. 30 lat wcześniej odsprzedany został rzeszowski zamek.
Od momentu wkroczenia do miasta austriackich wojsk nastąpił powolny proces stabilizacji. Do Rzeszowa napłynęła nowa klasa urzędnicza. W rok po zaborze Rzeszów ustanowiony został stolicą jednego z 6 cyrkułów – pilźnieńskiego i jednocześnie należał do dystryktu leżajskiego. Następnie w 1782 liczba cyrkułów zwiększyła się do 18, a ich granice zostały wytyczone na nowo. Jednak miasto nadal pozostało siedzibą ówczesnego powiatu. Nowa administracja podporządkowana była bezpośrednio pod gubernatorstwo we Lwowie. Obszar cyrkułu rzeszowskiego obejmowały 4 miasta, 21 miasteczek, ok. 560 wsi, w 1860 roku zamieszkiwało go ok. 360 tys. ludzi. Co do rozwoju demograficznego samego Rzeszowa, przebiegał on stopniowo i spokojnie. Po I rozbiorze miasto zamieszkiwało ok. 3000 osób, do największego rozwoju doszło w II poł. XIX wieku, w 1861 roku Rzeszów liczył 7442 mieszkańców.

### Stan między I rozbiorem a uzyskaniem swobód (1772–1846)
Rzeszów znalazł się na tzw. trakcie środkowogalicyjskim („drodze cesarskiej”), który podobnie jak średniowieczny szlak handlowy przebiegał od Białej na granicy Śląska Cieszyńskiego przez Kraków, Bochnię, Brzesko, Tarnów, Rzeszów, Jarosław, Przemyśl, Gródek Jagielloński do Lwowa. ...przez całe miasto droga murowana idzie od Lwowa do Wiednia – zaznaczał Ewaryst Andrzej Kuropatnicki w wydanej w 1786 r. „Geografii (...) Galicyi i Lodomeryi”. Umożliwiło to odnowienie pozycji miasta jako ośrodka handlowego. Zdeterminował on późniejszy rozwój urbanistyczny miasta. Sam wygląd miasta niewiele się zmieniał. W praktyce ograniczało się ono wciąż do Rynku, „Nowego Miasta” ulicy 3 Maja i Gałęzowskiego oraz obecnej Mickiewicza. Do ożywienia ruchu budowlanego doszło w wieku następnym. Rozwój budownictwa nastąpił w linii wschód-zachód (od kościoła bernardyńskiego przez 2 rynki, po most na Wisłoku). Zmiany w kształcie powstających budynków wymusiło nowe prawo austriackie, które m.in. zabraniało w miastach krycia domów słomą, przy głównych ulicach kamienice musiały być co najmniej 2-piętrowe, a plany budów przedstawiane były specjalnej komisji budowlanej. Powstały wówczas takie zabytki jak pałac Burgallera (róg ulicy Zamkowej i Alei Lubomierskich), dom Karola Prevota (ulica Zamkowa) czy dwór Skrzyńskich (ulica Unii Lubelskiej). W tym czasie praktycznie likwidacji uległa „dzielnica zamkowa”, którą rozparcelowano i sprzedano prywatnym osobom.

#### Handel
Na dawnych ziemiach polskich widoczna jest zmiana w stosunkach handlowo-wytwórczych i początki kapitalizmu. Rzeszów, podobnie jak wcześniej jest centrum handlowym, ważnym na skalę regionalną. Umożliwiła to kontynuacja „użytkowania” starych przywilejów, jak i nadanie nowych (Przywilej Ferdynanda I). Miasto otrzymało bowiem prawo do ustanowienia piątkowego, cotygodniowego targu, jak i mogło organizować pięć dużych jarmarków w ciągu roku. Stopniowo, po załamaniu gospodarczym na skutek XVII-wiecznych wojen rzeszowski ośrodek handlowy zaczął się odradzać. Wedle kwerendy archiwalnej i badań Tomasza Opasa, prezentowanej w II tomie Dziejów Rzeszowa z 1998 roku w mieście znajdowało się 10 dużych browarów, kilkadziesiąt mniejszych, młyny pańskie i prywatne, cegielnie, było też 8 sklepów korzennych, 5 bławatnych, 2 z suknem, futrami i importami tureckimi, po jednym z czapkami, z mydłem i z żelazem, a także 20 innych. 20 zakładów szewskich i rzeźniczych i 3 apteki (w tym zamkowa), natomiast rynek odbiorców liczył ok. 20 tys. osób z najbliższej okolicy.

#### Życie społeczno-religijne
Jak już wspomniano wyżej, miasto w początkach czasów zaborowych liczyło ok. 3 tysiące mieszkańców. Do połowy XIX wieku liczba ta niemal podwoiła się, co zdaje się sugerować wyraźny postęp i korzystne dla osiedlania się warunki. Charakterystyczne jest, że już wówczas duży procent ludności (ok. 40%) stanowili Żydzi. Wedle badań archiwalnych z lat 30. Rzeszów w 1785 roku zamieszkiwało 1661 katolików rzymskich (dla porównania Jarosław – 2683, Zamość – 3441, Głogów Małopolski – 1879). Najliczniejszą grupę stanową stanowili wolni mieszczanie, zarówno Polacy, jak i Żydzi, zajmujący się głównie kupiectwem. Brak jest wyraźnego, znacznego zróżnicowania majątkowego, jednak mimo to można wyróżnić kilka bogatszych rodzin kupieckich (Neugebauerowie, Cynarscy, Nawroccy, Weinbergowie). Poza handlem mieszczanie ci zajmowali się częściowo również rzemiosłem, a na przedmieściach także rolnictwem. Niewielki odsetek rzeszowian stanowiła szlachta, związana niegdyś z Lubomirskimi. Pod koniec XVIII wieku do Rzeszowa przybyły fale migracyjne cudzoziemców, głównie Austriaków, którzy pracowali jako urzędnicy w zaborczej administracji i wojskowi. Na 177 (wyłącznie notowani mężczyźni) „nowych mieszkańców”, którzy osiedlili się w mieście, 18 to obcokrajowcy (Czesi, Węgrzy, Austriacy, Tyrolczycy, Prusacy i Rosjanie), 7 osób zaś legitymowało się szlachectwem, pozostali to chłopi pochodzący z galicyjskich miast niedalekich od Rzeszowa. W tym czasie możliwa była nobilitacja najzamożniejszych mieszczan, stąd też występuje przemieszanie z najniższą szlachtą, dopuszczalne były też ożenki międzyklasowe, np. Balldorf – Nawrocka, Strauch – Kotwicka. W 1805 roku na mocy uniwersału Franciszka I zmianie[co to znaczy?] podlegają nazwiska żydowskie, używane w Galicji Zachodniej.
W życiu społecznym niezwykle ważnym i niekorzystnym wydarzeniem była likwidacja konwentu pijarskiego, zastąpionego szkołami: Główną Obwodową (Kreishauptschule), Ludową (Volksschule) i prywatną Żeńską (Mädchenschule). Kasacie uległ też klasztor reformacki. Oznaczało to w praktyce całkowite zaniechanie szkolnictwa na poziomie wyższym niż gimnazjalny. Charakterystyczne jest również podzielenie mieszkańców na obywateli (Bürger) i mieszkańców (Bewohner), co było formalną próbą utrzymania dawnych podziałów stanowych.

### Okres autonomii w Galicji i szybki rozwój miasta (1846–1918)

#### Rozwój gospodarczy
Kolejnym impulsem było powstanie Kolej galicyjska im. Karola Ludwika, która do Rzeszowa „dotarła” w 1858. Rozrastające miasto wymagało również lepszej infrastruktury. W roku 1888 pojawiły się pierwsze telefony, w 1900 powstała gazownia i gazowe lampy uliczne, a 11 lat później uruchomiono elektrownię i rozpoczęto tworzenie sieci wodociągowej. W roku 1910 Rzeszów liczył 23 tysiące mieszkańców. Małe miasteczko zaczęło przekształcać się w znaczący ośrodek kapitalistyczny, pojawiły się nowe ważne inwestycje budowlane i infrastrukturalne – koszary, szkoły, przebudowa ratusza, brukowanie ulic, wprowadzenie elektrycznego oświetlenia.

#### Rozwój demograficzny i społeczny
W połowie XIX w. przeważającą grupą narodowościową w Rzeszowie byli Żydzi: w 1869 stanowili 54,5% ogółu mieszkańców, w 1880 – 52,2%. Stąd wzięła się żartobliwa nazwa „Mojżeszów”. Dopiero w 1902 roku, po przyłączeniu przedmieść z przewagą ludności katolickiej proporcje się zmieniły i w 1910 Żydzi stanowili już tylko 37% ogółu populacji Rzeszowa. Próby asymilacji Żydów rzeszowskich były rzadkie i niezbyt udane. Ze względu na żydowską część mieszkańców Rzeszowa Rada Miasta zmuszona była w 1886 znieść zakaz handlu w niedzielę i święta katolickie.

### „Boom budowlany”

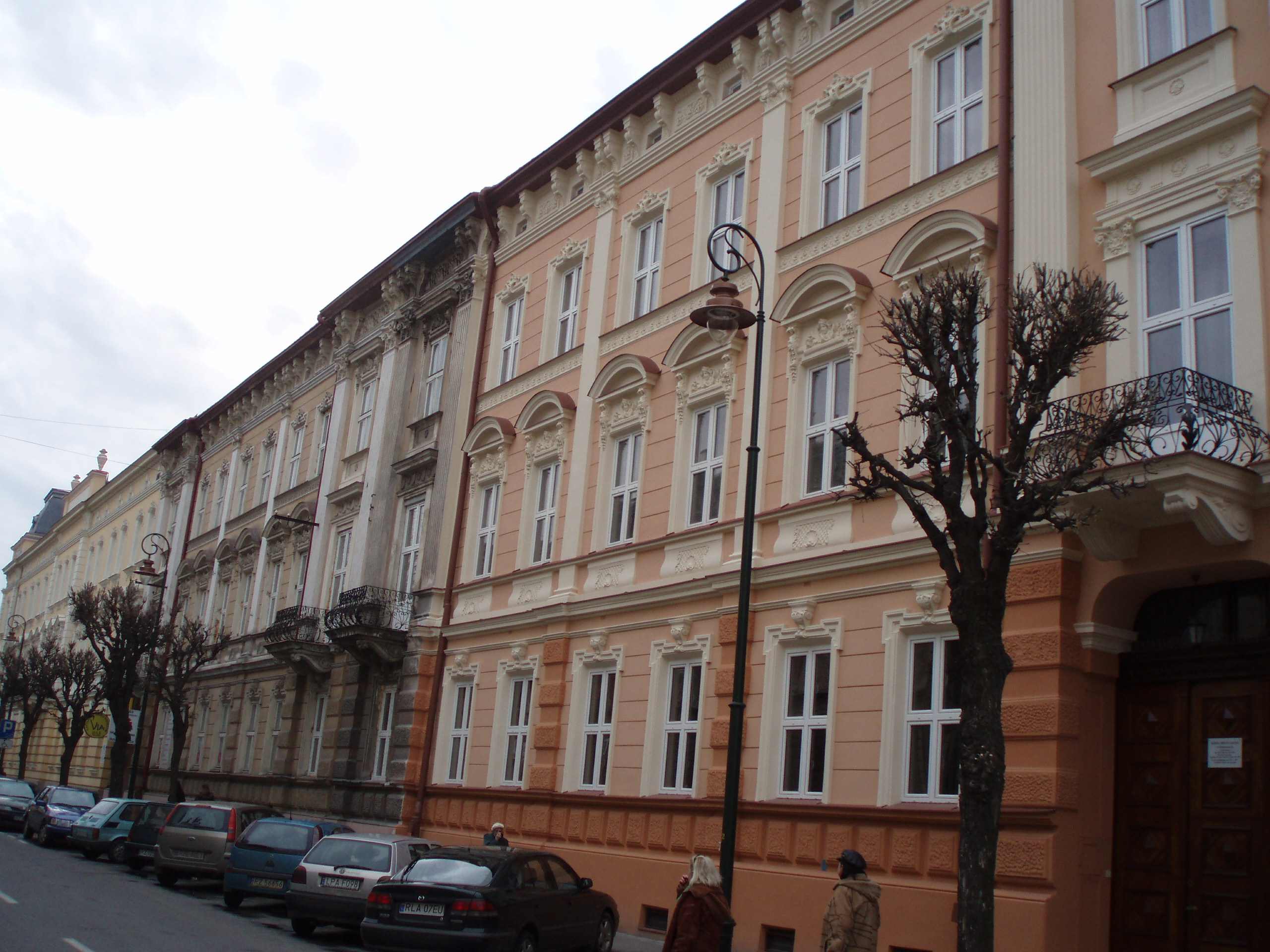
Ulica Zamkowa, secesyjna zabudowa, wybudowana w 1892–1894, według projektu Izaaka Appermana, Adolfa Sandiga

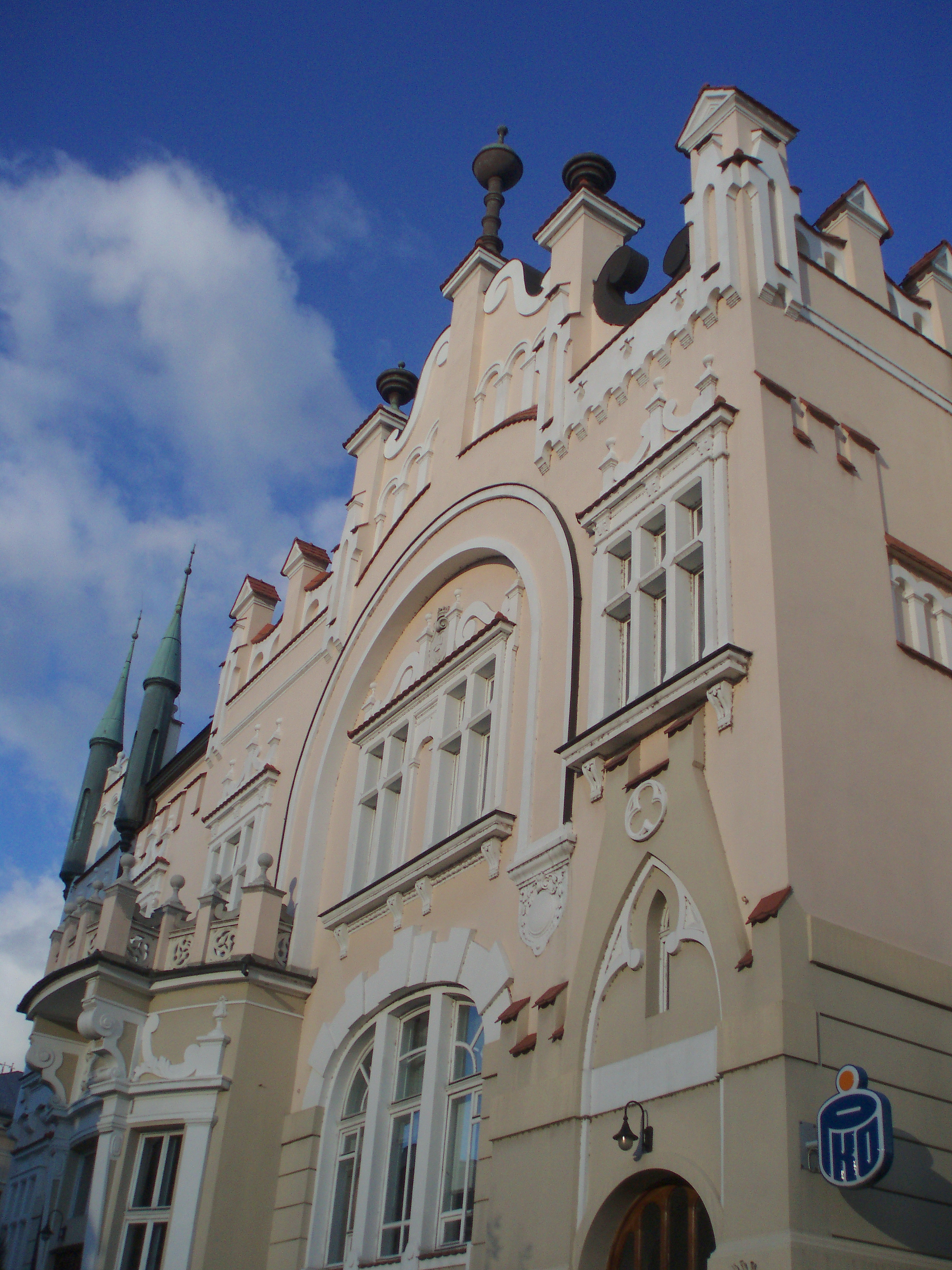
Gmach Kasy Oszczędnościowo-Kredytowej (ob. PKO BP), projekt Jan Peroś, E. Kovatš, wybud. 1906–1908

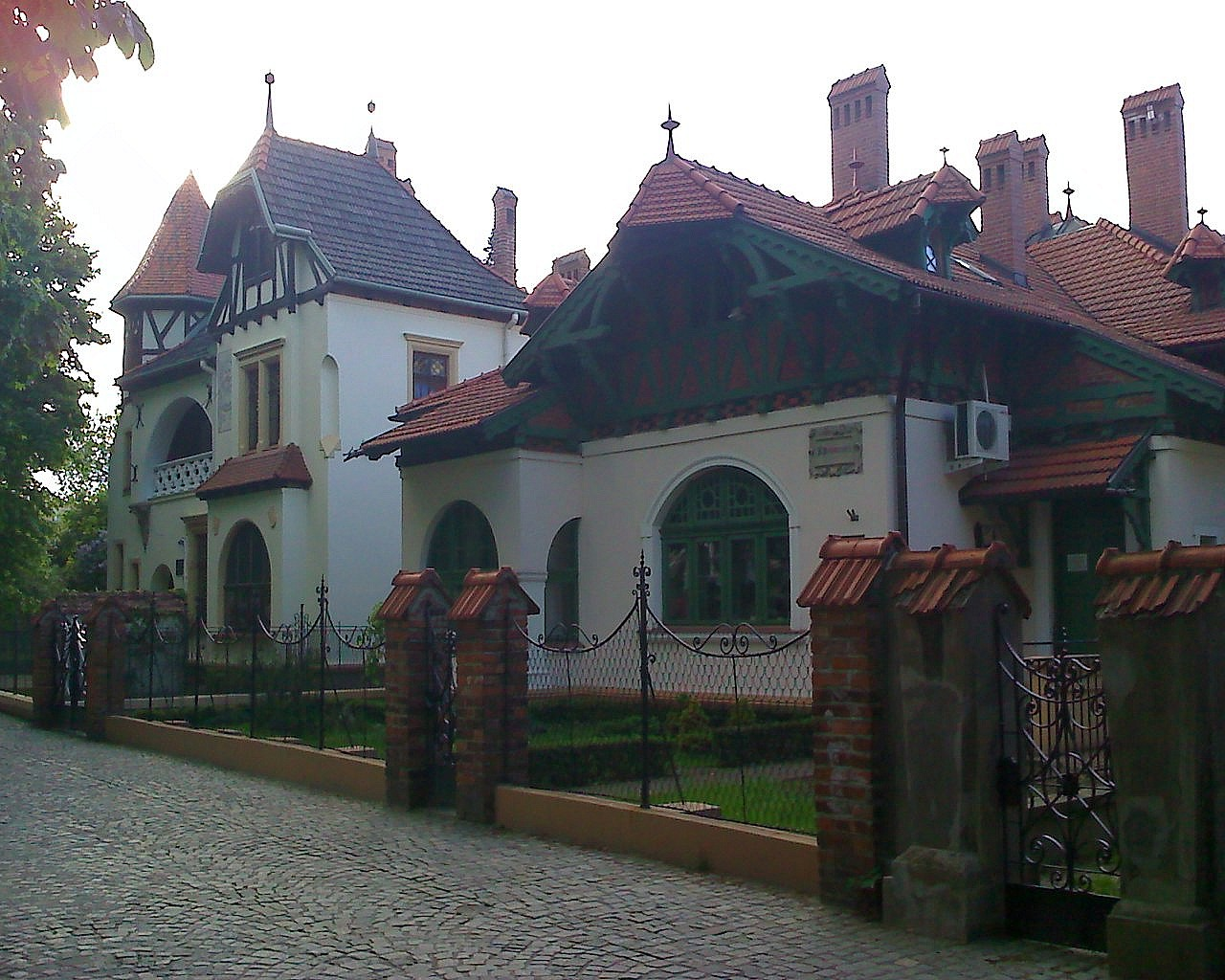
2 secesyjne domy projektu M. Tekielskiego przy alei Pod Kasztanami, 1899–1900

Rozkwit nowoczesnego budownictwa przypada na przełom wieku XIX i XX. Wtedy działali w Rzeszowie architekci przede wszystkim w wymiarze lokalnym (Tekielski, Emilewicz, Holzer i inni). Ich dzieła wprawdzie wpisują się w ówczesny trend historyzmu i secesji, ale mają bardziej małomiasteczkowy i są dostosowane do potrzeb lokalnych. Powstał wówczas szereg domów prywatnych, kamienic i budynków użyteczności publicznej. W przypadku willi wciąż żywe były nurty „neoklasycystyczne” widoczne w budownictwie domów w formie „polskiego dworku”, przykładami mogą być m.in. dwór Karpińskich projektu Kwiatkowskiego (obecnie Pałac Biskupów Rzeszowskich, ulica ks. Jałowego), dworek przy ulicy Reformackiej projektu Wnorowskiego (była siedziba Okręgowej Izby Lekarskiej) czy dwór według projektu Zakrzewskiego (ulica Dąbrowskiego, obecnie hotel i restauracja). Architektura secesyjna reprezentowana jest między innymi przez zabudowę alei Pod Kasztanami. Są to 3 domy – 2 projektu Tekielskiego nawiązujące do budownictwa szwajcarskiego oraz wzniesiona przez Hołubowicza dla Jabłońskiego neobarokowa rezydencja narożna, która posiada elementy zaczerpnięte z sąsiadującego z nią Letniego Pałacu Lubomirskich (obecna siedziba Okręgowej Izby Lekarskiej w Rzeszowie), pochodzącego z XVII wieku. Innymi przykładami mogą być willa również szwajcarska przy ulicy Chrzanowskiej (proj. Tekielski) lub pałac rodziny Jędrzejowiczów projektu Tadeusza Stryjeńskiego. W ramach historyzmu rozwijała się również architektura neogotycka. Przykładem mogą być willa z wieżyczką przy ulicy Moniuszki projektu Franciszka Stążkiewicza czy domek ogrodnika przy zespole dworskim Chłapowskich.
Nieco odrębną kategorię w tej materii stanowią budowle sakralne. Na terenie obecnego Rzeszowa zgodnie z wytycznymi neogotyku powstały 2 świątynie – kościół św. Józefa na Staromieściu i śś. Rocha i Marcina na Słocinie. Oba wzniesione w miejsce starszych kościołów, w przypadku Staromieścia XVII-wiecznego drewnianego, natomiast w Słocinie XIX-wiecznego, murowanego z wieżą, który był już zbyt mały dla zwiększającej się liczby wiernych. Zabudowie słocińskiej towarzyszy cały szereg budynków, które wraz z kościołem tworzą zespół (np. plebania, „organistówka”, ochronka oraz cmentarz). W tym czasie powstały również kościół w Przybyszówce oraz cerkiew w Zalesiu (obecnie sanktuarium Wniebowzięcia NMP).
W tym czasie swoją ostateczną formę przyjęło wiele kamienic. Oprócz narożnej kamienicy Tekielskiego, powstały całe kwartały i ulice m.in. zabudowa ulicy Zamkowej. Wówczas według projektu Izaaka Appermana i Adolfa Sandiga powstaje Starostwo Powiatowe (ob. NFZ, kuria diecezjalna i Muzeum Diecezjalne), kamienice narożne do ulicy Zygmuntowskiej natomiast tworzy Piotr Emilewicz, który również buduje tam swoją kamienicę prywatną. Zaprojektował on również domy prywatne przy ulicy ks. Jałowego. Oprócz domów prywatnych (np. willi „Iranówka”) powstały tam również kamienice. Intensywnie udzielała się też rodzina Holzerów: związani z nią architekci, poza budową własnego, neorenesansowego domu przy ulicy Sokoła, rozplanowali domy przy ulicy Lwowskiej, Kreczmera, a także Kościuszki.
Rozwijało się budownictwo publiczne. Powstał m.in. Hotel Krakowski, ale największą uwagę przyciągają budynki filii Banku Austro-Węgier (ob. PEKAO SA), gmach Kasy Oszczędnościowo-Kredytowej (ob. PKO BP), przebudowa rzeszowskiego ratusza i zamku.

## I wojna światowa
Ze względu na swoje położenie geograficzne Rzeszów stał się areną licznych działań wojennych. Politycznie miasto było częścią Księstwa Galicji i Lodomerii, które należało do Imperium Habsburgów. W mieście znajdował się duży, jeden z większych w regionie garnizonów wojskowych, który stanowił zabezpieczenie dla Twierdzy Przemyśl.

### Wybuch wojny i mobilizacja wojskowa (od sierpnia 1914)
Do Rzeszowa wiadomość o śmierci arcyksięcia Franciszka Ferdynanda i jego żony dotarła z kilkugodzinnym opóźnieniem, pierwszego dnia wakacji – 28 czerwca 1914 około godziny 16. Wydarzenie było pretekstem do zwołania nadzwyczajnej sesji Rady Miasta i dołączenia specjalnych „dodatków” do lokalnych gazet następnego dnia. Mimo to, wydarzenia na Bałkanach nie cieszyły się specjalnym zainteresowaniem wśród ogółu społeczeństwa, toteż wybuch wojny 28 lipca przyjęto z zaskoczeniem. Jeszcze przed oficjalnym wypowiedzeniem wojny, w czasie trwania ultimatum rozpoczęły się przegrupowania wojsk w rzeszowskim garnizonie i całej Galicji (w mieście stacjonowały: 6. pułk ułanów, 17. pułk piechoty, 40. pułk piechoty). Mobilizację powszechną ogłoszono 31 sierpnia 1914 roku. Na najbliższej sesji Rady Miasta, prowadzonej przez burmistrza – Romana Krogulskiego, przekazał na ręce starosty rzeszowskiego deklarację wiernopoddańczą względem wiedeńskiego rządu. W późniejszym czasie część miejskich dochodów została przeznaczona dla Legionów Polskich. W Rzeszowie zostały zorganizowane kuchnie i prowizoryczne koszary oraz szpitale wojskowe, które uzupełniły już istniejące. Mobilizacji ulegli także członkowie związków paramilitarnych (np. „Sokół”, Związek Strzelecki). Na przełomie sierpnia i września powołany został Powiatowy Komitet Wojskowy pod przewodnictwem Wincentego Dańca. Jego zastępcą został Krogulski. Początkowo nastroje były pozytywne i radosne. Na wagonach transportujących żołnierzy na wschód widniały napisy: „Jeder Schuss ein Russ” (Każdy strzał to jeden Rosjanin), „Alle Russen und Serben müssen sterben” (Wszyscy Rosjanie i Serbowie muszą umrzeć). Punkt zwrotny w postrzeganiu wojny przez rzeszowian stanowi bitwa pod Kraśnikiem, mimo wygranej do miasta przybyli liczni ranni i uchodźcy, co wpłynęło na pogorszenie nastrojów społecznych. Po tej bitwie we wrześniu wojska austriackie poniosły wiele porażek na froncie wschodnim. W połowie miesiąca wojska realnie zagroziły Rzeszowowi. Do Krakowa wyjechał burmistrz, natomiast przewodniczący Komitetu Obrony Obywatelskiej, były burmistrz, Stanisław Jabłoński udał się do Rabki.

### I okupacja rosyjska (21 września 1914 – 4 października 1914)
Komitet Bezpieczeństwa Publicznego wybrał na nowego burmistrza dra Adama Midowicza, który 21 września 1914 roku oddał miasto w ręce Rosjan. W tym czasie bogatsi mieszkańcy miasta i klasa średnia wyjechali z Rzeszowa, kierując się przede wszystkim na zachód do Krakowa, a dalej Wiednia, lub też na Węgry i Słowację. Komendantem miasta został płk Markow. Sprawował on urząd wedle norm austro-węgierskich. Rosjanie pozostawili władze przy funkcji, ale ustalili nad nimi nadzór. Nie stosowano w praktyce żadnego aparatu represyjnego, wręcz przeciwnie, rosyjska armia pomagała magistratowi w zabezpieczeniu sklepów i zapewnieniu ubogiej ludności węgla i pożywienia na zimę. Nie dokonano żadnych aresztowań ani rewizji, mimo iż carskie służby były doskonale poinformowane o działalności niepodległościowej na terenie Rzeszowa. W mieście upowszechniono za to odezwę wodza naczelnego armii rosyjskiej Mikołaja Mikołajewicza (młodszego). Przejęto wszystkie koszary i szpitale wojskowych, przy czym chorych oddano pod opiekę Czerwonego Krzyża. I okupacja rosyjska trwała 16 dni i zakończyła się udanym atakiem przeformowanych wojsk austriackich 4 października.

### Ponowne rządy austriackie (4 października 1914 – 7 listopada 1914)
Okupacja austriacka przebiegała zupełnie inaczej niż rosyjska. Tym razem brak było pomocy ze strony wojska w kwestii pomocy najbiedniejszym. Miasto było systematycznie łupione. Wprawdzie do Rzeszowa wróciła spora cześć jego mieszkańców, która wyjechała we wrześniu (głównie nauczyciele i urzędnicy), ale nie udało się uruchomić ponownie szkół, ponieważ budynki oświatowe nadal służyły celom wojskowym. Z urzędu został zdjęty burmistrz Miodowicz, a zastąpił do wyznaczony przez władze wojskowe Jabłoński. Odwrót wojsk państw centralnych rozpoczął się na początku listopada, po przesunięciu X Korpusu Przemyskiego. Rozwiązaniu ulega Rada Miasta. 7 listopada od strony Sokołowa Małopolskiego wkroczyli ponownie Rosjanie.

### II okupacja rosyjska (7 listopada 1914 – 11 maja 1915)
Tym razem przy władzy pozostawiono wszystkich urzędników, jednak działali oni za zasadzie urzędów komisarycznych bez pomocy rad powiatowej i miejskiej. Późną jesienią ustalona została linia frontu w Małopolsce, która przebiegała pomiędzy Gorlicami a Tarnowem. Przy takim stanie rzeczy miasto stało się niezwykle dogodnym punktem jako zaplecze militarne, stąd decyzja o lokowaniu w nim m.in. magazynów z żywnością i bronią. Od grudnia 1914 roku rozpoczęła się akcja rusyfikacyjna. Tereny późniejszej II Rzeczypospolitej i URL-u zamieszkałej przez ludność ruską wcielono bezpośrednio do Rosji, natomiast we wschodniej Galicji utworzono podległą caratowi gubernię. Do powszechnego użycia jako język urzędowy wprowadzony został rosyjski. Otworzono polskie szkoły powszechne, używano podręczników sprowadzonych z Królestwa Polskiego. Nie ingerowano w swobodę wyznania, używano austriackich kodeksów sądowych, na urzędach wojskowych obsadzano Polaków rosyjskiego pochodzenia, bądź odwrotnie. W kwietniu upadła twierdza przemyska.
W kwietniu wojska rosyjskie usiłowały podbić Węgry, osłabione tymi działaniami stały się celem ataku państw centralnych w ramach tzw. operacji gorlickiej. od 7 do 11 maja nastąpił zwrot akcji, inicjatywę przejęły sprzymierzone Austro-Węgry i Rzesza. Rosjanie zmuszeni zostali do odwrotu, podczas którego zniszczyli mosty na Wisłoku w Rzeszowie. Zniszczeń w infrastrukturze dokonały również naloty samolotów niemieckich.
Fotografie ze zbiorów Podkarpackiej Biblioteki Cyfrowej:
- Pożar magazynów kolejowych
- inne ujęcie pożaru
- Zniszczone magazyny kolejowe
- Zniszczona pompa

### Uspokojenie działań wojennych (11 maja 1915 – 11 listopada 1918)
Praktycznie już do końca wojny Rzeszów, jak i cała środkowa Galicja pozostały na uboczu militarnego konfliktu. Rozpoczęła się odbudowa systemu administracji samorządowej. Jabłoński, piastujący nadal funkcję burmistrza, przeprowadził rewizję miejskiej kasy, zarządził urzędową wymianę rubli ponownie na austriacką koronę, wysłał on również listy hołdownicze do władz cesarskich w Galicji. Mimo tych działań Jabłoński został odwołany z funkcji na rzecz powracającego Krogulskiego. Ówczesne władze cechowało literalne i surowe egzekwowanie prawa, co przyczyniło się do nastrojów społecznych. Sytuacji nie poprawił nawet Akt 5 listopada, który był w praktyce pustym zapewnieniem o utworzeniu nowego Królestwa pod zachodnim protektoratem. W obliczu tej sytuacji odrodził się ruch patriotyczny, m.in. rzeszowska POW. Zła sytuacja na froncie wymusiła na władzach lokalnych reglamentację pożywienia, miejskie kościoły objęto zostały częściowo tzw. „pierwszą rekwizycją dzwonów”, które następnie przetapiano i pozyskiwano metal. Rozluźnienie dyscypliny wojskowej i ogólnie całego społeczeństwa wymogło powołanie Straży Obywatelskiej w sierpniu 1918 roku.

### Powstanie II RP (1918) i traktat wersalski (czerwiec 1919)
12 października 1918 roku, w obliczu postanowień Rady Regencyjnej, rzeszowska Rada Miasta wraz z burmistrzem postanowiła odbyć uroczyste nabożeństwo i posiedzenie oraz wezwała mieszkańców do ozdabiania mieszkań i okien. Wystosowano także list do Rady Regencyjnej:

Najjaśniejsza Rada Regencyjna w Warszawie.
Rada Królewskiego Wolnego Miasta Rzeszowa, stojąc na stanowisku zasad pokojowych prezydenta Wilsona oraz proklamowanej wolnej, zjednoczonej, niepodległej Polski z własnym morzem – na ręce Najdostojniejszej Rady imieniem mieszkańców miasta Rzeszowa – składa ślubowanie wierności, posłuszeństwa i gotowości oddawania swego życia i mienia Zmartwychwstałej Ojczyźnie.

Rankiem 31 października doszło do wystąpień przeciw Austrii w Krakowie. Dochodziło do rozruchów i niepokojów społecznych. Tego samego dnia w godzinach popołudniowych pojawił się w Rzeszowie por. Włodzimierz Babka. Postanowił on pozostać w mieście i bez formalnej nominacji objąć je kontrolą. Bez wyraźnych rozkazów z dowództwa pomagała mu również POW. Doszło do zebrania polskich oficerów z austriackiego garnizonu. Rozpoczęła się mobilizacja i formowanie Wojska Polskiego. Do starć doszło z rezydującym w koszarach 4 pułkiem piechoty niemieckiej. 1 listopada Rzeszów był już wolnym miastem. 2 listopada Roman Krogulski odebrał od pierwszej grupy urzędników przysięgę wierności Państwu Polskiemu. Część uczniów z Rzeszowa wyruszyła do Lwowa, aby bronić miasto przed nacierającymi Ukraińcami.
Po wojnie ludność według ostatecznego rozrachunku spadła o 200 os. w porównaniu do roku 1914. W mieście zniszczono wiele budynków prywatnych (ok. 60) i infrastrukturę, w szczególności kolejową. W trakcie bombardowań i wycofywania się wojsk rosyjskich ogień strawił 2 dworce kolejowe – główny i Staroniwę oraz wysadzono mosty. Regularnemu szabrowaniu podlegały sklepy, zwłaszcza z alkoholem czy rzeźnie.
Po reformie administracji z 1920 roku Rzeszów stał się stolica powiatu rzeszowskiego, będącego wysuniętą na zachód jednostką administracyjną województwa lwowskiego, graniczącą w województwem krakowskim.

## Lata międzywojenne
Po odzyskaniu przez Polskę niepodległości, znaczenie Rzeszowa nadal rosło. W 1932 miał miejsce pierwszy strajk robotników w fabryce osprzętu wojennego oraz strajk chłopski, który ogarnął większą część Rzeszowszczyzny. Kolejny strajk chłopski miał miejsce w 1933 i w 1937, gdy doszło do starć z policją.
W latach 1937–1939 rozpoczęło się tworzenie Centralnego Okręgu Przemysłowego. Rzeszów stał się wówczas ważnym ośrodkiem przemysłu lotniczego i zbrojeniowego. Powstały Państwowe Zakłady Lotnicze i filia fabryki Hipolita Cegielskiego. Miasto liczyło wtedy ok. 40 000 mieszkańców.

### Budowa Centralnego Okręgu Przemysłowego (od 1937)

#### Filia Zakładów H. Cegielskiego
Tuż przed wybuchem II wojny światowej powstał w Rzeszowie nowy oddział. Jego budowę rozpoczęto w kwietniu 1937 na miejscu dawnej firmy „Mars”, a pierwsze obrabiarki powstawały w grudniu tego samego roku. Miał on wytwarzać nowoczesne maszyny i urządzenia. Do wybuchu wojny produkował m.in. armaty przeciwpancerne kalibru 37 mm i armaty przeciwlotnicze kalibru 40 mm (kooperował w tym zakresie z macierzystymi zakładami w Poznaniu), wozy taborowe, manierki żołnierskie, skrzynie amunicyjne i obrabiarki (około 40 szt. miesięcznie). W 1939 zakład znajdował się na etapie dochodzenia do pełnej zdolności produkcyjnej. W sierpniu 1939 zatrudniał 2500 osób. O skali zaangażowania zakładów w Rzeszowie w produkcję zbrojeniową świadczy wartość tej produkcji w stosunku wartości produkcji całego przedsiębiorstwa. Zakład w Rzeszowie produkował sprzęt artyleryjski o wartości 23 231 019 zł (36,5% wartości zamówień całego przedsiębiorstwa), inna produkcja wojskowa wynosiła 1 827 648 zł (2,8%), a obrabiarki 12 122 803 zł (18,8%). Zakład skupiał 58,1% wartości zamówień przedsiębiorstwa. Od marca 1939 wytwarzano miesięcznie 20–25 dział przeciwpancernych i 15–20 armat przeciwlotniczych, w większości na eksport do Wielkiej Brytanii i Holandii. W lipcu 1939 wyprodukowano ogółem już 80 dział. W zakładzie przygotowywano także produkcję reflektorów przeciwlotniczych o średnicy 120 cm (pierwsze trzy planowano przekazać wojsku w styczniu 1940).

## II wojna światowa

### I bitwa o Rzeszów
Dynamiczny rozwój przerwała II wojna światowa, w wyniku której miasto uległo częściowemu zniszczeniu. W ramach kampanii wrześniowej i Fall Weiß, a w późniejszym etapie, ataku wschodniego sąsiada na Polskę, kraj podzielony została między III Rzeszę, ZSRR. W regionie granicę tę wyznaczała rzeka San, stąd też Rzeszów znalazł się w obrębie Generalnego Gubernatorstwa, natomiast Przemyśl podzielony został na 2 części i stał się miastem granicznym.
W mieście wojna rozpoczęła się od bombardowań w dniach 6–8 września 1939 roku. W okresie międzywojennym w Rzeszowie powstał duży garnizon wojsk polskich (zob. Garnizon Rzeszów). Wojska ulokowano w taki sposób, aby utworzyć linię obrony przed miastem (od zachodu 10 Brygada Kawalerii), a w razie przełamania oporu stworzyć linię zabezpieczeń przed dalszą inwazją na Przeworsk i Jarosław 4 Dywizja Piechoty (III Rzesza). Komendant garnizonu, wówczas płk dypl. Stanisław Maczek obronę samego miasta powierzył 24 Pułkowi Ułanów im. Hetmana Wielkiego Koronnego Stanisława Żółkiewskiego z Kraśnika, pod dowództwem płk. dypl. Kazimierza Dworaka. Ze względu na niewielką liczebność połączonych sił wojska strony polskiej niemożliwe było utworzenie ciągłej linii obrony, w zamian zdecydowano się na utworzenie „punktów oporu” i ochronę poszczególnych obiektów. Na północnych, południowych, a przede wszystkim zachodnich obrzeżach miasta chroniono drogi wiodące od Sędziszowa i Sokołowa. Pod szczególnym nadzorem pozostawała także linia kolejowa na południe oraz wiadukt na Staromieściu. Dodatkowo linie obrony miasta wspierały: 10 Pułk Strzelców Konnych z Łańcuta, który stacjonował obecną północną część miasta od Miłocina po Rudną Wielką. Sztab Dworaka mieścił się w nieistniejącym dziś budynku Poczty Głównej przy 3 Maja.
Początkowe natarcie niemieckie nastąpiło 6 września ok. 15 i rozpoczęło się od strony Miłocina. Równolegle przeprowadzono ataki powietrzne na miasto. Bombowce nurkujące z St. G. 77 przeprowadziły bombardowanie Rzeszowa, głównie okolic dworca PKP. Po szybkim przegrupowaniu Niemcy zaatakowali bezpośrednio Przybyszówkę, a potem ponowili atak od północnego zachodu. W późniejszym etapie atakowano też Boguchwałę i Zwięczycę. Potyczki wstrzymane zostały do godziny 21 do 4 rano następnego dnia. Wówczas Niemcy wkroczyli do Rzeszowa, podjęli również próbę wysadzenia mostu na Wisłoku, która uniemożliwiłaby odwrót Polaków. Szczęśliwie most nie został zniszczony i możliwe było przemieszczenie wojska. Pogoń niemiecka czasowo zatrzymana została wówczas w Krasnym.
Pierwsza publiczna egzekucja miała miejsce na zamku w 1940 roku, zginęły 43 osoby. W 1941 roku utworzono w Rzeszowie getto, które funkcjonowało zasadniczo do lipca 1942 (wielka akcja wywózki żydowskich mieszkańców getta do obozu zagłady w Bełżcu i rozstrzeliwań kilku tysięcy z nich w lasach na północ od Rzeszowa), zaś pozostałych przy życiu żydowskich robotników przymusowych utrzymywano przy życiu do listopada 1943 roku, kiedy to nastąpiła ostateczna likwidacja getta. Większość z umieszczonych w nim Żydów (przed wojną w Rzeszowie mieszkało około 12 tys. osób pochodzenia żydowskiego) została zamordowana przez Niemców. Szacuje się, że okupację w Rzeszowie przetrwało od 50 do 100 ukrywanych przez Polaków Żydów.

### Getto

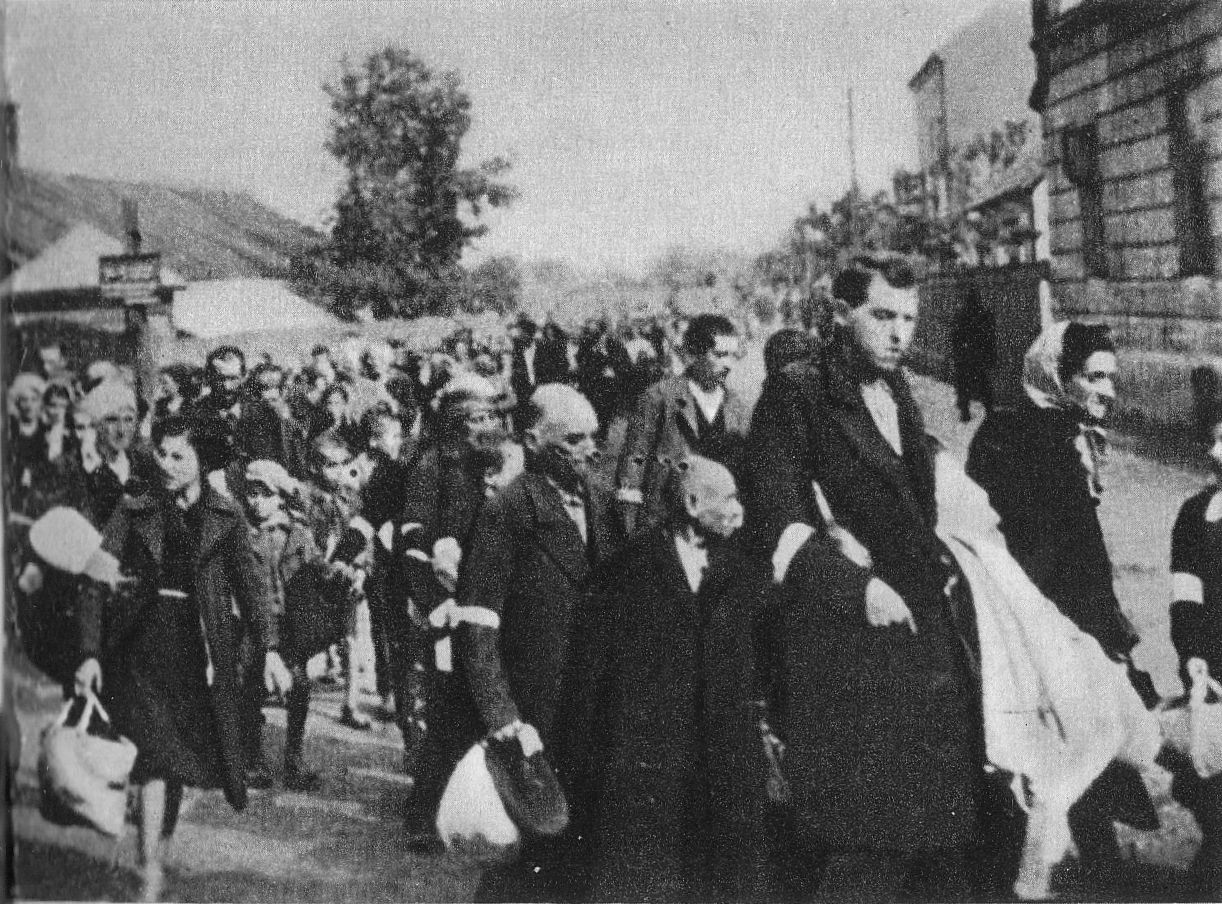
Wysiedlenie Żydów z getta w Rzeszowie w 1942

Z powodów dużej społeczności żydowskiej niemieckie władze okupacyjne zdecydowały się w 1941 roku na utworzenie w Rzeszowie getta. Ostateczna decyzja zapadła 17 grudnia tego roku, a wydał ją Kreishauptmann dr Heinz Ehaus. Początkowo getto nie było fizycznie odseparowane, a wyłącznie „oznaczone”, przez białe krzyże na budynkach i drzewach. Początkowo getto było niewielkim wydzielonym obszarem miasta, które zamieszkiwało ok. 12,5 tys. ludzi. Wkrótce liczba ta podwoiła się przez przymusowe przesiedlenia z okolicy. Wówczas też powstało mniejsze południowo-wschodnie getto w rejonie obecnej ulicy Szpitalnej. Mimo znacznego stopnia izolacji społeczność żydowska była zmuszana do pracy, m.in. przy rozładunku wagonów lub kopaniu rowów. Teren getta objął 24 ulice i 2 place. W niedługim czasie przystąpiono do budowy ogrodzeniowego parkanu, wytyczono również 3 strzeżone bramy. Teren getta obejmował dużą część starego miasta na południowy wschód od Rynku aż po ulice Lwowską, Króla Kazimierza i Szpitalną.
Wtedy wydostanie się na stronę aryjską było już praktycznie niemożliwe. Warunki bytowe były dramatyczne. Panował głód, tyfus, którego śmiertelność sięgała 40%. W sumie w getcie rzeszowskim zgromadzono ok. 25 tys. Żydów pochodzących nie tylko z samego Rzeszowa, ale także z okolicznych miejscowości. Zdarzało się również, że do wyjazdu do Rzeszowa zostały zmuszane osoby z całkiem odległych miast, jak np. Kraków. Tak, jak np. w przypadku rodziny Schwarzerów. W lipcu 1942 rozpoczęła się zasadnicza akcja likwidacji getta. Około 6 tysięcy osób zostało siłą zmuszonych do przejścia na dworzec w Staroniwie skąd trafiło do obozie zagłady w Bełżcu. Około 2000 osób, głównie chorych i dzieci, rozstrzelano w podgłogowskich lasach. W sierpniu 1000 wywieziono na wschód. Kolejny transport do Bełżca miał miejsce w listopadzie, do obozu zagłady trafiło 2000 osób.
Getto podzielone zostało na 2 części: Westghetto, gdzie grupowane są osoby zdolne do pracy, i Ostghetto. Ostateczna likwidacji rozpoczęła się we wrześniu 1943 roku. Większość osób trafiła do KL Auschwitz, KL Belzec, Płaszowa, lub została zabita na miejscu. Zabici zostają nawet żydowscy przymusowi pracownicy fabryki silników, co powoduje pewne zakłócenia jej funkcjonowania. Z 25 000 osób, które przewinęły się przez rzeszowskie getto, przy życiu pozostało tylko 100–200 ukrywanych przez rzeszowian.

### Działalność AK i innych związków konspiracyjnych
W Rzeszowie działały liczne organizacje konspiracyjne, m.in. „Czyn chłopsko-robotniczy” założony przez Juliana Wieczorka.
W mieście działała również grupa Gwardii Ludowej pod dowództwem Kazimierza Nycka ps. Kazek”. W lutym 1943 roku przeprowadziła akcję konfiskaty pieniędzy w „Kreisgenossenschaft” zabierając ponad 145 tys. złotych. W marcu gwardziści opanowali w biały dzień gmach Arbeitsamtu. Spalono dokumenty dotyczące wywózek Polaków na roboty do Niemiec. Ta sama grupa zlikwidowała dwóch wyższych oficerów hitlerowskich (jeden z nich był inspektorem Baudienstu na okręg rzeszowski a drugi oficerem żandarmerii polowej).
Komendantem i organizatorem Podokręgu AK Rzeszów, w skład którego wchodziły inspektoraty AK: Rzeszów, Mielec, Krosno i Przemyśl został w marcu 1943 płk Kazimierz Putek „Zworny”. W czasie „Burzy” dowodził całością działań zbrojnych na terenie wokół Rzeszowa. Mieszkał w Rzeszowie u dyrektora gimnazjum Władysława Kruszyńskiego przy ul. Hetmańskiej.
W ramach Akcji „Kośba” 25 maja 1944 r. rzeszowska grupa dywersyjna AK dokonała udanego zamachu w Rzeszowie przy ul. Batorego na najgroźniejszych gestapowców Friedericha Pottenbauma i Hansa Flaschke.
Na przełomie lipca i sierpnia 1944 r. realizując rozkaz o akcji „Burza” oddziały Armii Krajowej – przewodnicy z oddziału AK „Bacy” (W. Bernata) poprowadziły żołnierzy radzieckich w kierunku Zalesia i Słociny. Piąty pluton dywersyjny AK ppor. Grubego „Sępa” zaatakował pozycje niemieckie w rejonie Staromieścia, niszcząc dwa działka przeciwlotnicze i wybijając ich obsługę, zaś pluton Antoniego Jazłowieckiego „Ajota” wkroczył na teren przyszłej Wytwórni Sprzętu Komunikacyjnego, by zabezpieczyć fabrykę przed dalszym niszczeniem przez wycofującego się okupanta, jednak został zmuszony do wycofania się. 2 sierpnia 1944 roku do zniszczonego miasta przy pomocy AK wkroczyły wojska radzieckie. Komendant Rzeszowskiego Podokręgu AK płk Kazimierz Putek „Zworny” meldował 2 sierpnia 1944 r. komendantowi Okręgu AK w Krakowie, że „Rzeszów jest w wolny”, informował jednocześnie, iż oddziały AK współdziałały z Armią Czerwoną w opanowaniu miasta, zdobywając m.in. baterię nieprzyjaciela. W mieście spokój, na ulicach służbę bezpieczeństwa pełni AK w opaskach i z bronią. W walkach na przedpolach Rzeszowa o jego wyzwolenie zginęło Około 1200 żołnierzy Armii Czerwonej część z nich jest pochowana na Cmentarzu Wojskowym na Wilkowyi.
W czasie wojny zginęło 12 000 osób.
Po wyzwoleniu spod okupacji hitlerowskiej rozpoczęły się aresztowania oraz osadzanie na Zamku w Rzeszowie. Po zajęciu Rzeszowa przez Armię Czerwoną komendant Rzeszowskiego Podokręgu AK płk Kazimierz Putek „Zworny” ujawnił się 5 sierpnia 1944 wobec d-twa sowieckiego jako d-ca 24 DP AK i rozpoczął rozmowy z sowieckimi władzami wojskowymi, ale nie dały one żadnych rezultatów, ponieważ dowództwo AK nie uznawało PKWN. Wobec braku porozumienia polecił podległym oddziałom zejść ponownie do podziemia i kontynuować działalność konspiracyjną. Wydał rozkaz wymarszu oddziałom AK na pomoc walczącej Warszawie. Na początku października 1944 wyraził zgodę na przeprowadzenie uderzenia na więzienie na Zamku w Rzeszowie i uwolnienie więźniów. W październiku 1944 r. na miejscowym Zamku NKWD przetrzymywało i torturowało 400 żołnierzy AK. Ppłk Łukasz Ciepliński „Pług” (1913–1951) – od kwietnia 1941 r. komendant Inspektoratu Rejonowego ZWZ-AK Rzeszów, w nocy z 7 na 8 października 1944 r. dowodził akcją rozbicia więzienia na Zamku (po schwytaniu, został skazany „na pięciokrotną karę śmierci”; 1 marca 1951 r. wykonano wyrok na nim przez rozstrzelanie). 12 grudnia 1944 rozpoczęły się ponownie aresztowania żołnierzy AK w Rzeszowie przez NKWD. Został też uwięziony komendant Rzeszowskiego Podokręgu AK płk Kazimierz Putek „Zworny” z częścią oficerów swego sztabu. NKWD w więzieniu przekonało go do konieczności ujawnienia oddziałów AK w Podokręgu.

### Akcja Kośba
Był to zamach na życie 2 rzeszowskich gestapowców, Friedricha Pottebauma i Hansa Flaschke, dokonany przez żołnierzy AK o pseudonimach Sosna i Jaśmin oraz innych. Doszło do niego 25 maja 1944 roku. W rewanżu po udanej akcji Niemcy zamordowali między 38 a 60 osób. 19 maja 2009 roku przy ulicy Batorego odsłonięto tablice pamiątkową poświęconą zamachowcom.

### Wojna, a pracownicy zakładów przemysłowych
Niezwykle silne represje skierowane były przeciwko pracownikom Polskich Zakładów Lotniczych w Rzeszowie. Niezależnie od miejsca swojego zamieszkania, ginęli oni w różnych okolicznościach, zarówno w zbiorowych egzekucjach, jak i „wyłapywani” z tłumu. Do egzekucji ok. 40 osób doszło we wsi Lubzina, zginęło wówczas 4 pracowników rzeszowskiej fabryki. W zbiorowym mordzie, dokonanym 27 czerwca, po ataku na stację transformatorowe w dzielnicy Staroniwa zginęło kilka osób biorących udział w samej akcji, jak i siłą wyciągniętych z domów, w sumie 54 osoby, w tym 6 pracowników PZL. 2 dni później podobny los spotkał mieszkańców Zwięczycy. Aresztowano 44 osoby, z czego 19 zastrzelono na miejscu, resztę natomiast wywieziono do obozów koncentracyjnych. Bardzo silny opór stawiali również mieszkańcy Stalowej Woli i Mielca

### II bitwa o Rzeszów
W dniach 30 lipca – 2 sierpnia 1944 roku, na wschodnich przedpolach miasta rozegrała się druga bitwa o Rzeszów. Tym razem stroną nacierająca była Armia Czerwona z pomagającymi jej partyzantami z 24 Dywizja Piechoty Armii Krajowej. W mieście bronili się Niemcy, którzy zostali pokonani, co było równoznaczne z zakończeniem okupacji niemieckiej w mieście i okolicy. Żołnierzy Armii Czerwonej poległych w walce o Rzeszów pochowano na cmentarzu we wsi Wilkowyi.

### Działania NKWD wobec AK
Przy pomocy rzeszowskiego Podokręgu AK wkroczyły 2 sierpnia 1944 roku do zniszczonego Rzeszowa wojska radzieckie i rozpoczęły aresztowania oraz osadzanie na Zamku w Rzeszowie. Po zajęciu Rzeszowa przez Armię Czerwoną komendant Rzeszowskiego Podokręgu AK płk Kazimierz Putek „Zworny” ujawnił się 5 sierpnia 1944 wobec dowództwa Armii Czerwonej jako d-ca 24 DP AK i rozpoczął z nimi rozmowy, ale nie dały one żadnych rezultatów, ponieważ dowództwo AK nie uznawało Polskiego Komitetu Wyzwolenia Narodowego. Wobec braku porozumienia polecił podległym oddziałom zejść ponownie do podziemia i kontynuować działalność konspiracyjną. Wydał rozkaz wymarszu oddziałom AK na pomoc walczącej Warszawie. A początku października 1944 wyraził zgodę na przeprowadzenie uderzenia na więzienie na Zamku w Rzeszowie i uwolnienie więźniów. W październiku 1944 r. na miejscowym Zamku NKWD, przetrzymywało i torturowało 400 żołnierzy AK.
12 grudnia 1944 rozpoczęły się ponownie aresztowania żołnierzy AK w Rzeszowie przez NKWD. Został też uwięziony komendant Rzeszowskiego Podokręgu AK płk. Kazimierz Putek „Zworny” z częścią oficerów swego sztabu. NKWD w więzieniu przekonało go do konieczności ujawnienia oddziałów AK w Podokręgu.
Od chwili wkroczenia Armii Czerwonej w 1944 rozpoczęły się represje względem opozycji i przetrzymywania żołnierzy AK w Obozach NKWD i wywózki w głąb ZSRR.

### Zniszczenia
Na mocy postanowień podległego władzom radzieckim PKWN-u w każdym większym mieście po wojnie rozpoczęło się szacowanie strat. W Rzeszowie odpowiednia komisja została powołana w 1945 roku. Do najbardziej spektakularnych akcji niszczenia nieruchomości należały: częściowe zniszczenie fabryk Polskich Zakładów Lotniczych (ponad 400 obrabiarek wywieziono, a ponad 300 zniszczono) i filii Fabryki H. Cegielskiego z Poznania. Oba przedsiębiorstwa produkowały w znacznej mierze sprzęt artyleryjski, dlatego większość sprzętu wywieziono do Niemiec. Do produkcji i przetopu stopów metali często służyły metalowe elementy nagrobków pochodzących ze Starego Cmentarza przy ulicy Targowej. Po zajęciu miasta rozpoczął się drastyczny plan jego „przebudowy”. Często burzono, bez zważenia na ich stan, całe kwatery kamienic i domów prywatnych (m.in. przy Mickiewicza, Bluma i Joselewicza). Wyburzona została także Kamienica Klarneta przy Grunwaldzkiej, po to aby połączyć w jedno dzisiejszą ulicę Sobieskiego. Zniszczono 2 synagogi, a kościół garnizonowy adaptowano na magazyn.
Nie tylko w Rzeszowie, ale i całym mieście niszczono wiele pomników, m.in. Leopolda Lisa-Kuli (pomnik wysadzono, oryginalna głowa przechowywana jest w zbiorach Muzeum Okręgowego), Tadeusza Kościuszki czy Adama Mickiewicza. Pod koniec wojny w nie do końca jasnych okolicznościach zniszczone zostały Poczta Główna i sąsiadująca z nią kamienica Roderyka Alsa. Miało to miejsce tuż przed wkroczeniem do Rzeszowa wojsk radzieckich, tak więc istnieje przypuszczenie, że niemożliwe stało się zabezpieczenie sprzętu i dokumentów. W poczcie miała się znajdować stacja komunikacyjna. Wycofujące się wojska Rzeszy zniszczyły też dworzec kolejowy Rzeszów Główny.
Na podstawie obliczeń dokonanych w połowie lat 40. ustalono, że na terenie miasta (z wyłączeniem terenu getta) zginęło 440 osoby z powodu bezpośrednich działań wojennych. Około 9500 wywiezionych zostało do prac przymusowych, głównie do dzisiejszej Austrii.

## Polska Ludowa
7 lipca 1945 roku w Rzeszowie ulokowano stolicę nowego województwa rzeszowskiego, które powstało z części województwa lwowskiego, która znalazła się w granicach powojennej Polsce oraz wschodnich powiatów ówczesnego województwa krakowskiego. W trakcie II wojny światowej zniszczeniu uległo wiele budynków miasta, m.in. poczta, dworzec kolejowy, prywatne domy, kamienice, które niemal natychmiast zaczęto odbudowywać. W mieście nastąpiła eksplozja demograficzna zarówno jak w czasie tworzenia COP-u, tak i po wojnie. Zaczęły powstawać nowe osiedla mieszkaniowe i budynki użyteczności publicznej, np.: Urząd Wojewódzki.
We wrześniu 1949 roku po raz pierwszy ukazał się dziennik "Nowiny Rzeszowskie" - organ KW.
W październiku 1963 roku nastąpiło otwarcie Wyższej Szkoły Inżynierskiej.

W roku 1951 do Rzeszowa przyłączono: Drabiniankę, Staroniwę, Staromieście i Pobitno oraz części: Białej, Słociny i Zwięczycy. Miasto zwiększyło swój obszar do 39 km².
W 1971 nastąpiły korekty granic miasta na wielu odcinkach i przez to Rzeszów zwiększył swój obszar do 40,3 km².
Sześć lat później, w roku 1977 miało miejsce kolejne poszerzenie granic miasta – przyłączono Zalesie, Wilkowyję oraz części: Białej, Miłocina, Przybyszówki i Słociny. Rzeszów powiększył swoją powierzchnię do 53,7 km².

### Budowa „Wielkiego Rzeszowa”
„Wielki Rzeszów” to pojęcie ukute na potrzeby gwałtownego procesu urbanizacyjnego, jaki miał miejsce w latach powojennych, używany m.in. przez Franciszka Kotulę w Tamtym Rzeszowie, czy Marka Czarnotę w Rzeszowskich ulicach, Rynku i Innych Sprawach.

### Strajki i działalność „Solidarności”

#### Porozumienia rzeszowsko-ustrzyckie
W Ustrzykach Dolnych rozpoczął się na początku 1981 roku strajk rolników trwający przez 50 dni, który z powodu zastraszenia użyciem siły przeniesiono do Rzeszowa.
W nocy z 18 na 19 lutego 1981 roku po 50 dniach ogólnopolskiego strajku robotniczo-chłopskiego, pomimo usilnych prób jego rozbicia i oddziaływania na jego przebieg przez Służbę Bezpieczeństwa PRL – w ramach akcji KRET, i przeniesienia się strajkujących do Rzeszowa, podpisano porozumienia rzeszowsko-ustrzyckie w Rzeszowie. Po podpisaniu porozumień przewodniczący Komitetu Strajkowego Jan Kułaj powiedział: „Chłopi, Polska nasza!”.
Sygnowali je przedstawiciele Komisji Rządowej, Komitetu Strajkowego, który działał w imieniu Ogólnopolskiego Komitetu Założycielskiego Związku Zawodowego Rolników Indywidualnych oraz przedstawiciele MZK NSZZ „Solidarność” w Rzeszowie i Krajowej Komisji Porozumiewawczej NSZZ „Solidarność”. Strajk wspierali członkowie NSZZ „Solidarność”, mieszkańcy różnych miast i rolnicy z całego kraju oraz kapłani i Rada Główna Episkopatu Polski.
Jeden z głównych rolniczych postulatów dotyczył rejestracji NSZZ Rolników Indywidualnych „Solidarność”. Nastąpiła ona dopiero w 12 maja 1981 roku. Jednak Rzeszowsko-Ustrzyckie strajki zdecydowanie to przyspieszyły, a ponadto zmusiły władzę, m.in. do zagwarantowania nienaruszalności chłopskiej własności i wolności w obrocie ziemią, zrównania praw rolników indywidualnych z prawami gospodarstw państwowych, zrównanie praw socjalnych mieszkańców wsi i miast, korzystnych zmian w oświacie na wsi oraz uznania praw religijnych, wydawania zezwoleń na budowę kościołów i zapewnienia opieki duszpasterskiej w wojsku.
Porozumienia rzeszowsko-ustrzyckie zwane Konstytucją Polskiej Wsi podpisali m.in.: w imieniu strony rządowej – wiceminister rolnictwa Andrzej Kacała, w imieniu strony społecznej: Józef Ślisz, Jan Kułaj (przedstawiciele rolników), Antoni Kopaczewski (przewodniczący Regionu NSZZ „Solidarność” w Rzeszowie) oraz Lech Wałęsa i Bogdan Lis (za Krajową Komisję Porozumiewawczą NSZZ „Solidarność”).

## Po 1989
1 stycznia 1999 roku miasto stało się stolicą nowo utworzonego województwa podkarpackiego.
W wyniku kolejnych poszerzeń granic o Przybyszówkę, Załęże oraz Słocinę w latach 2006–2008 miasto powiększyło swoją powierzchnię do 91,54 km², a liczba ludności przekroczyła 170 tys. 25 marca 2022 roku w ramach wizyty w Polsce miasto odwiedził prezydent Stanów Zjednoczonych Joe Biden.